# Liste der Stolpersteine in Braunschweig
Die Liste der Stolpersteine in Braunschweig gibt eine Übersicht über die vom Künstler Gunter Demnig in der Stadt Braunschweig verlegten Stolpersteine.
Die 10 × 10 × 10 cm großen Betonquader mit Messingtafel sind meist in den Bürgersteig vor jenen Häusern eingelassen, in denen die Opfer ihren letzten selbst bestimmten Wohnsitz hatten. Die Aufschriften informieren über ihren Namen, ihr Geburtsjahr und ihr Schicksal. Die Steine dienen dem Gedenken an die Opfer der nationalsozialistischen Gewaltherrschaft und des Holocaust.
Von der ersten Verlegung im Jahr 2006 bis zur 26. Verlegung im Mai 2024 wurden bisher 413 Stolpersteine und eine Stolperschwelle verlegt.

## Stolpersteine in Braunschweig
| Bild | Person, Inschrift | Adresse                                                                         | Verlegedatum  | Anmerkung |
| --- | --- | ------------------------------------------------------------------------------- | ------------- | --- |
| | Hier wohnte Willi Steinfass Jg. 1892 KPD Mitglied verhaftet 2.7.1933 Landmann-Welle ’Schutzhaft’ misshandelt erschossen 4.7.1933 Pappelhof-Rieseberg                          | Abelnkarre 10 (vor Nummer 3) ⊙                                                  | 18. Juli 2012 | Opfer der Rieseberg-Morde |
| | Hier wohnte Dr. Otto Lipmann Jg. 1875 verhaftet 1938 Buchenwald deportiert 25.2.1945 Theresienstadt überlebt                                                                  | Adolfstraße 39 ⊙                                                                | 24. Mai 2008  | Der Stolperstein wurde verlegt und wieder entfernt, da ein Verwandter den Stein ablehnte. Der Stein wird im Lehrerzimmer des Wilhelm-Gymnasiums zu Braunschweig, Leonhardstraße 63, aufbewahrt. Ein neuer Stein wurde mit der Inschrift Hier lernte angefertigt und vor dem Gymnasium verlegt. Otto Lipmann verstarb am 7. August 1945 in Braunschweig an Krebs. Von der Stadt Braunschweig erhielt er ein Ehrengrab. |
| | Hier wohnte Jacob Reiter Jg. 1892 ’Polenaktion’ 1938 Bentschen/Zbaszyn ermordet im besetzten Polen                                                                            | Altstadtmarkt 2 ⊙                                                               | 9. März 2006  | |
| | Hier wohnte Wanda Reiter geb. Liebmann Jg. 1899 ’Polenaktion’ 1938 Bentschen/Zbaszyn ermordet im besetzten Polen                                                              | Altstadtmarkt 2 ⊙                                                               | 9. März 2006  | |
| | Hier wohnte Emmy Vosen Jg. 1881 deportiert 1943 Theresienstadt tot 1944 | Am Gaußberg 3 ⊙                                                                 | 6. Mai 2011   | Für Emmy Vosen wurde auch vor ihrem ehemaligen Geschäft am Kohlmarkt ein Stolperstein verlegt. |
| | Hier wohnte Paul Lichtenstein Jg. 1876 gedemütigt/entrechtet Flucht in den Tod 6.12.1935                                                                                      | Am Hohen Tore 4 ⊙                                                               | 24. Apr. 2012 | |
| | Hier wohnte Erna Lichtenstein geb. Tenzer Alter unbekannt gedemütigt/entrechtet Flucht in den Tod 6.12.1935                                                                   | Am Hohen Tore 4 ⊙                                                               | 24. Apr. 2012 | |
| | Hier wohnte Gerda Lichtenstein Jg. 1906 gedemütigt/entrechtet Flucht in den Tod 6.12.1935                                                                                     | Am Hohen Tore 4 ⊙                                                               | 24. Apr. 2012 | |
| | Hier wohnte Ilse Lichtenstein Jg. 1911 gedemütigt/entrechtet Flucht in den Tod 6.12.1935                                                                                      | Am Hohen Tore 4 ⊙                                                               | 24. Apr. 2012 | |
| | Hier wohnte Lea Glatt geb. Rosenzweig Jg. 1891 Berufsverbot verhaftet Okt. 1938 Gestapogefängnis Berlin deportiert 1942 Ghetto Warschau ermordet                              | Am Neuen Petritore 7a ⊙                                                         | 6. Mai 2019   | |
| | Hier wohnte Bernhard ’Dov’ Glatt Jg. 1918 vom Gymnasium verwiesen 1935 Flucht 1937 Palästina                                                                                  | Am Neuen Petritore 7a ⊙                                                         | 6. Mai 2019   | |
| | Hier wohnte Moritz ’Efraim’ Glatt Jg. 1920 ’Polenaktion’ 1938 Bentschen/Zbaszyn Flucht 1939 Palästina                                                                         | Am Neuen Petritore 7a ⊙                                                         | 6. Mai 2019   | |
| | Hier wohnte Berta Glatt Jg. 1920 Flucht 1939 England | Am Neuen Petritore 7a ⊙                                                         | 6. Mai 2019   | |
| | Hier wohnte Josef Glatt Jg. 1922 verhaftet Okt. 1938 Gestapogefängnis Berlin Kindertransport 1939 England                                                                     | Am Neuen Petritore 7a ⊙                                                         | 6. Mai 2019   | |
| | Hier wohnte Hermann ’Henry’ Glatt Jg. 1924 verhaftet Okt. 1938 Gestapogefängnis Berlin Kindertransport 1939 England                                                           | Am Neuen Petritore 7a ⊙                                                         | 6. Mai 2019   | |
| Braunschweig John-F.-Kennedy-Platz 5 Stolperstein Siegfried Fröhlich | Hier wohnte Siegfried Fröhlich Jg. 1877 Flucht Belgien tot 1941 in Brüssel | Am Windmühlenberg 1 Ecke John-F.-Kennedy-Platz 5 ⊙                              | 6. Mai 2011   | Für Siegfried Fröhlich wurde auch vor seinem Geschäftshaus am Kohlmarkt ein Stolperstein verlegt. |
| Robert Ziprkowski | Hier wohnte Robert Ziprkowski Jg. 1890 Gestapohaft 1935–1936 Flucht 1936 Südafrika                                                                                            | Bernerstraße 4 ⊙                                                                | 7. Dez. 2006  | |
| Käthe Ziprkowski | Hier wohnte Käthe Ziprkowski geb. Pergamenter Jg. 1899 Flucht 1938 Südafrika                                                                                                  | Bernerstraße 4 ⊙                                                                | 7. Dez. 2006  | |
| Kurt Ziprkowski | Hier wohnte Kurt Ziprkowski David Zipper Jg. 1921 Flucht 1936 Südafrika | Bernerstraße 4 ⊙                                                                | 7. Dez. 2006  | Für Kurt Ziprkowski wurde auch vor der Hoffmann-von-Fallersleben-Schule am Sackring ein Stolperstein verlegt. |
| Rolf Ziprkowski | Hier wohnte Rolf Ziprkowski Zwi Hirsch Zipper Jg. 1925 Flucht 1938 Südafrika                                                                                                  | Bernerstraße 4 ⊙                                                                | 7. Dez. 2006  | |
| Ruth Katz | Hier wohnte Ruth Katz geb. Ziprkowski Jg. 1927 Flucht 1938 Südafrika | Bernerstraße 4 ⊙                                                                | 7. Dez. 2006  | |
| Adalbert Friedhoff | Hier wohnte Adalbert Friedhoff Jg. 1919 Flucht 1938 New York | Bernerstraße 6 ⊙                                                                | 7. Dez. 2006  | |
| Paula Friedhoff | Hier wohnte Paula Friedhoff geb. Benjamin Jg. 1895 deportiert Auschwitz ermordet 12.5.1944                                                                                    | Bernerstraße 6 ⊙                                                                | 7. Dez. 2006  | |
| Braunschweig Bertramstraße 14 Stolperstein Max Birnbaum | Hier wohnte Max Birnbaum Jg. 1866 verhaftet 1938 tot an Haftfolgen 15.12.1939                                                                                                 | Bertramstraße 14 ⊙                                                              | 5. Juni 2009  | |
| | Hier wohnte Dr. Ernst Waldvogel Jg. 1900 Gegner der NS-Diktatur hier erschossen 13.1.1945                                                                                     | Bismarckstraße 4 ⊙                                                              | 29. Juni 2021 | |
| | Hier wohnte Jakob Friedmann Jg. 1909 Flucht England überlebt | Bohlweg 61 ⊙                                                                    | 22. März 2007 | |
| | Hier wohnte Cilla Friedmann geb. Abelsky Jg. 1912 Flucht England überlebt | Bohlweg 61 ⊙                                                                    | 22. März 2007 | |
| | Hier wohnte Horst Friedmann Jg. 1937 Flucht England überlebt | Bohlweg 61 ⊙                                                                    | 22. März 2007 | |
| Braunschweig Stolperstein Isaak Abelsky | Hier wohnte Isaak Abelsky Jg. 1878 abgeschoben 1938 Neu-Bentschen Ghetto Bialystok Majdanek für tot erklärt 8.5.1945                                                          | Bohlweg 62–63 ⊙                                                                 | 24. Apr. 2012 | |
| Braunschweig Stolperstein Helene Abelsky | Hier wohnte Helene Abelsky geb. Fischbein Jg. 1888 abgeschoben 1938 Neu-Bentschen Ghetto Bialystok Majdanek für tot erklärt 8.5.1945                                          | Bohlweg 62–63 ⊙                                                                 | 24. Apr. 2012 | |
| Braunschweig Stolperstein Bernhard Abelsky | Hier wohnte Bernard Abelsky Jg. 1908 Heimatort verlassen Schicksal unbekannt                                                                                                  | Bohlweg 62–63 ⊙                                                                 | 24. Apr. 2012 | |
| Braunschweig Stolperstein Daniel Abelsky | Hier wohnte Daniel Abelsky Jg. 1915 Heimatort verlassen 1935 Berlin Flucht 1935 Palästina überlebt                                                                            | Bohlweg 62–63 ⊙                                                                 | 24. Apr. 2012 | |
| Braunschweig Stolperstein Edith Abelsky | Hier wohnte Edith Abelsky Jg. 1919 abgeschoben 1938 Neu-Bentschen Ghetto Bialystok Majdanek für tot erklärt 8.5.1945                                                          | Bohlweg 62–63 ⊙                                                                 | 24. Apr. 2012 | |
| Julius Frank | Hier wohnte Julius Frank Jg. 1903 ’Schutzhaft’ 1933 Haftanstalt Rennelberg Flucht 1933 Uruguay überlebt                                                                       | Borsigstraße 26 ⊙                                                               | 3. Mai 2013   | |
| Lucie Frank | Hier wohnte Lucie Frank Jg. 1910 Flucht 1933 Uruguay überlebt | Borsigstraße 26 ⊙                                                               | 3. Mai 2013   | |
| | Hier arbeitete Hugo Kanter Jg. 1871 Flucht 1933 Schweiz Rückkehr 1938 Berlin Flucht in den Tod 17.11.1938                                                                     | Brabandtstraße 11 ⊙                                                             | 18. Juli 2012 | |
| Braunschweig Bruchtorwall 1 Stolperstein Walter Heinemann | Hier wohnte Dr. Walter Heinemann Jg. 1893 verhaftet 1933 Gefängnis Braunschweig Flucht 1935 Palästina 1936 USA                                                                | Bruchtorwall 1 ⊙                                                                | 29. Juni 2015 | |
| Braunschweig Bruchtorwall 1 Stolperstein Elsa-Johanna Heinemann | Hier wohnte Elsa-Johanna Heinemann geb. Herz jg. 1894 Flucht 1936 England USA                                                                                                 | Bruchtorwall 1 ⊙                                                                | 29. Juni 2015 | |
| Braunschweig Bruchtorwall 1 Stolperstein Eva Sophie Heinemann | Hier wohnte Eva Sophie Heinemann Jg. 1917 Flicht 1935 Palästina 1936 USA | Bruchtorwall 1 ⊙                                                                | 29. Juni 2015 | |
| Braunschweig Bruchtorwall 1 Stolperstein Fritz Heinemann | Hier wohnte Fritz Heinemann Jg. 1919 Flucht 1934 England | Bruchtorwall 1 ⊙                                                                | 29. Juni 2015 | |
| Braunschweig Bruchtorwall 1 Stolperstein Hugo Wertheim | Hier wohnte Hugo Wertheim Jg. 1875 ausgegrenzt/drangsaliert Flucht in den Tod 10. Jan. 1933                                                                                   | Bruchtorwall 1 ⊙                                                                | 28. Juni 2023 | |
| Braunschweig Bruchtorwall 1 Stolperstein Rosa Wertheim | Hier wohnte Rosa Wertheim geb. Friedmann Jg. 1897 Flucht 1939 USA | Bruchtorwall 1 ⊙                                                                | 28. Juni 2023 | |
| Braunschweig Bruchtorwall 1 Stolperstein Anita Wertheim | Hier wohnte Anita Wertheim Jg. 1920 Flucht 1939 USA | Bruchtorwall 1 ⊙                                                                | 28. Juni 2023 | |
| Braunschweig Bruchtorwall 1 Stolperstein Margot Wertheim | Hier wohnte Margot Wertheim Jg. 1922 Flucht 1939 USA | Bruchtorwall 1 ⊙                                                                | 28. Juni 2023 | |
| | Hier arbeitete Felix Hamburger Jg. 1896 Geschäftsaufgabe 1936 verhaftet 1938 Sachsenhausen Flucht 1939 USA überlebt                                                           | Damm 40 ⊙                                                                       | 6. Mai 2011   | Für Felix Hamburger wurde auch vor seinem ehemaligen Wohnhaus in der Leonhardstraße ein Stolperstein verlegt. |
| Felix Fischel Wolfsdorf | Hier wohnte Felix Fischel Wolfsdorf Jg. 1890 Zwangsarbeit 1940 verhaftet März 1941 Sonderlager 21 Hallendorf/Salzgitter ermordet 15.3.1941                                    | Echternstraße 61 (auf dem gegenüberliegenden Gehweg vor der Echternstraße 41) ⊙ | 18. Nov. 2016 | |
| Margarete Wolfsdorf | Hier wohnte Margarete Wolfsdorf geb. Pramme Jg. 1894 gedrängt zur Scheidung drangsaliert von Gestapo mit Hilfe überlebt                                                       | Echternstraße 61 (auf dem gegenüberliegenden Gehweg vor der Echternstraße 41) ⊙ | 18. Nov. 2016 | |
| | Hier wohnte Margarete Hinzelmann Jg. 1883 Flucht 1940 Shanghai überlebt | Fasanenstraße 14 ⊙                                                              | 5. Juni 2009  | |
| | Hier wohnte Wilhelm Buchterkirchen Jg. 1877 1933 Pension gestrichen 1942 Berufsverbot ’Mischehe’ 1944 Vermögen entzogen Gestapoverhöre Zwangsarbeit/Flucht versteckt/überlebt | Fasanenstraße 39 ⊙                                                              | 24. Apr. 2012 | |
| | Hier wohnte Fanny Buchterkirchen geb. Samuel Jg. 1889 interniert 1944 Arbeitserziehungslager Hallendorf entlassen 1945 Flucht in den Tod 30.1.1945                            | Fasanenstraße 39 ⊙                                                              | 24. Apr. 2012 | |
| Julius Lazerus Scheyer | Hier wohnte Julius Lazerus Scheyer Jg. 1867 deportiert 1942 Theresienstadt 1942 Treblinka ermordet                                                                            | Fasanenstraße 51 ⊙                                                              | 16. Mai 2017  | |
| Helene Scheyer | Hier wohnte Helene Scheyer geb. Gutkind Jg. 1875 gedemütigt/entrechtet tot 20.7.1936                                                                                          | Fasanenstraße 51 ⊙                                                              | 16. Mai 2017  | |
| Gertrud Scheyer | Hier wohnte Gertrud Scheyer Jg. 1901 Flucht 1939 England | Fasanenstraße 51 ⊙                                                              | 16. Mai 2017  | |
| Herbert Scheyer | Hier wohnte Herbert Scheyer Jg. 1910 Flucht 1938 USA | Fasanenstraße 51 ⊙                                                              | 16. Mai 2017  | |
| Alice Guthrie | Hier wohnte Alice Guthrie geb. Gutkind Jg. 1883 Flucht 1933 USA | Fasanenstraße 51 ⊙                                                              | 16. Mai 2017  | |
| | Hier wohnte Fanny Moch deportiert ermordet in Auschwitz | Fasanenstraße 62 ⊙                                                              | 22. März 2007 | |
| | Hier wohnte Heinrich Moch Jg. 1892 deportiert ermordet in Auschwitz | Fasanenstraße 62 ⊙                                                              | 22. März 2007 | |
| | Hier wohnte Sophie Moch deportiert ermordet in Auschwitz | Fasanenstraße 62 ⊙                                                              | 22. März 2007 | |
| | Hier wohnte Johanna Bernstein geb. André Jg. 1867 deportiert 1943 Theresienstadt ermordet 17.5.1943                                                                           | Ferdinandstraße 8 ⊙                                                             | 20. Apr. 2016 | |
| | Hier wohnte Helene-Ilse Bernstein Jg. 1899 deportiert 1942 Theresienstadt befreit                                                                                             | Ferdinandstraße 8 ⊙                                                             | 20. Apr. 2016 | |
| | Hier wohnte Luise-Emma Bernstein Jg. 1900 Flucht England | Ferdinandstraße 8 ⊙                                                             | 20. Apr. 2016 | |
| | Hier wohnte Herbert Jastrow Jg. 1928 deportiert 1942 Ghetto Warschau ermordet in Treblinka                                                                                    | Frankfurter Str. 272 ⊙                                                          | 24. Juni 2019 | |
| | Hier wohnte Hertha Jastrow geb. Schimmek Jg. 1884 deportiert 1942 Ghetto Warschau ermordet in Treblinka                                                                       | Frankfurter Str. 272 ⊙                                                          | 24. Juni 2019 | |
| | Hier wohnte Simon Salomo Jastrow Jg. 1885 deportiert 1942 Ghetto Warschau ermordet in Treblinka                                                                               | Frankfurter Str. 272 ⊙                                                          | 24. Juni 2019 | |
| | Hier wohnte Alice Jastrow Jg. 1922 deportiert 1942 Ghetto Warschau ermordet in Treblinka                                                                                      | Frankfurter Str. 272 ⊙                                                          | 24. Juni 2019 | |
| | Hier wohnte Nuchim Festberg Jg. 1888 deportiert 1942 ermordet im Ghetto Warschau                                                                                              | Friedrich-Wilhelm-Straße 1 ⊙                                                    | 9. März 2006  | |
| | Hier wohnte Erna-Ella Festberg geb. Bluth Jg. 1880 deportiert 1942 ermordet im Ghetto Warschau                                                                                | Friedrich-Wilhelm-Straße 1 ⊙                                                    | 9. März 2006  | |
| | Hier wohnte Paula Festberg Jg. 1910 Flucht 1933 Holland-Palästina überlebt | Friedrich-Wilhelm-Straße 1 ⊙                                                    | 9. März 2006  | |
| | Hier wohnte Alfred Festberg Jg. 1921 Flucht nach Australien überlebt | Friedrich-Wilhelm-Straße 1 ⊙                                                    | 9. März 2006  | |
| Braunschweig Friedrich-Wilhelm-Straße 1 Stolperstein Salo Pajem | Hier wohnte Salo Pajem Jg. 1915 Verhaftet 1933 misshandelt Gefängnis Rennelberg Flucht 1936 Palästina überlebt                                                                | Friedrich-Wilhelm-Straße 1 ⊙                                                    | 5. Juni 2009  | |
| Braunschweig Friedrich-Wilhelm-Straße 1 Stolperstein Liba Pajem | Hier wohnte Liba Pajem geb. Ehrlich Jg. 1890 deportiert 1942 Ghetto Warschau ermordet für tot erklärt                                                                         | Friedrich-Wilhelm-Straße 1 ⊙                                                    | 5. Juni 2009  | |
| Braunschweig Friedrich-Wilhelm-Straße 1 Stolperstein Helene Pajem | Hier wohnte Helene Pajem Jg. 1925 Kindertransport 1935 England überlebt | Friedrich-Wilhelm-Straße 1 ⊙                                                    | 5. Juni 2009  | |
| | Hier wohnte Nuchim Korn Jg. 1884 deportiert 1941 Riga für tot erklärt | Friedrich-Wilhelm-Straße 29 ⊙                                                   | 22. März 2007 | |
| | Hier wohnte Jettchen Levy geb. Korn Jg. 1914 deportiert 1941 Riga ermordet | Friedrich-Wilhelm-Straße 29 ⊙                                                   | 22. März 2007 | |
| | Hier wohnte Regina Allen geb. Korn Jg. 1912 Flucht 1933 England überlebt | Friedrich-Wilhelm-Straße 29 ⊙                                                   | 22. März 2007 | |
| | Hier wohnte Emilie Korn geb. Belsen Jg. 1911 Flucht 1933 Belgien überlebt | Friedrich-Wilhelm-Straße 29 ⊙                                                   | 22. März 2007 | |
| Braunschweig Friedrich-Wilhelm-Straße 31 Stolperstein Martha Altmann | Hier wohnte Martha Altmann Jg. 1890 gedemütigt/entrechtet 1939 Zwangsumzug ’Judenhaus’ tot 3.8.1940                                                                           | Friedrich-Wilhelm-Straße 31 ⊙                                                   | 24. Apr. 2012 | |
| Braunschweig Friedrich-Wilhelm-Straße 31 Stolperstein Wilhelm Altmann | Hier wohnte Wilhelm Altmann Jg. 1882 Untersuchungshaft 1933 Gefängnis Rennelberg 1938 Buchenwald 1939 Zwangsumzug ’Judenhaus’ Flucht 1941 Cuba überlebt                       | Friedrich-Wilhelm-Straße 31 ⊙                                                   | 24. Apr. 2012 | |
| Braunschweig Friedrich-Wilhelm-Straße 36 Stolperstein Hans Spanjer-Herford | Hier wohnte Hans Spanjer-Herford Jg. 1894 Flucht 1937 Brasilien überlebt | Friedrich-Wilhelm-Straße 36 ⊙                                                   | 18. Aug. 2010 | |
| Braunschweig Friedrich-Wilhelm-Straße 36 Stolperstein Werner Spanjer-Herford | Hier wohnte Werner Spanjer-Herford Jg. 1925 Flucht 1938 Brasilien überlebt | Friedrich-Wilhelm-Straße 36 ⊙                                                   | 18. Aug. 2010 | |
| Braunschweig Friedrich-Wilhelm-Straße 36 Stolperstein Irmgard Spanjer-Herford | Hier wohnte Irmgard Spanjer-Herford Jg. 1928 Flucht 1938 Brasilien überlebt                                                                                                   | Friedrich-Wilhelm-Straße 36 ⊙                                                   | 18. Aug. 2010 | |
| Braunschweig Friedrich-Wilhelm-Straße 36 Stolperstein Ilse Spanjer-Herford | Hier wohnte Ilse Spanjer-Herford geb. Schiff Jg. 1901 Flucht 1938 Brasilien überlebt                                                                                          | Friedrich-Wilhelm-Straße 36 ⊙                                                   | 18. Aug. 2010 | |
| Braunschweig Georg-Eckert-Straße Stolperstein Abraham Jelinowitz | Hier wohnte Abraham Jelinowitz Jg. 1887 1935 Geschäftsaufgabe ’Polenaktion’ 1938 Bentschen/Zbaszyn ermordet in Auschwitz                                                      | Friesenstraße 4 (nördlich Georg-Eckert-Straße 3) ⊙                              | 20. Apr. 2016 | |
| Braunschweig Georg-Eckert-Straße Stolperstein Chawa Jelinowitz | Hier wohnte Chawa Jelinowitz geb. Steinhardt Jg. 1891 ’Polenaktion’ 1938 Bentschen/Zbaszyn ermordet in Auschwitz                                                              | Friesenstraße 4 (nördlich Georg-Eckert-Straße 3) ⊙                              | 20. Apr. 2016 | |
| Braunschweig Georg-Eckert-Straße Stolperstein Bertha Jelinowitz | Hier wohnte Bertha Jelinowitz Jg. 1914 ’Polenaktion’ 1938 Bentschen/Zbaszyn ermordet in Auschwitz                                                                             | Friesenstraße 4 (nördlich Georg-Eckert-Straße 3) ⊙                              | 20. Apr. 2016 | |
| Braunschweig Georg-Eckert-Straße Stolperstein Bernhard-Salomon Jelinowitz | Hier wohnte Bernhard-Salomon Jelinowitz Jg. 1917 verhaftet 5.7.1933 von SA gefoltert ’Polenaktion’ 1938 Bentschen/Zbaszyn Flucht 1939 USA                                     | Friesenstraße 4 (nördlich Georg-Eckert-Straße 3) ⊙                              | 20. Apr. 2016 | |
| Braunschweig Georg-Eckert-Straße Stolperstein Chaim-Harry Jelinowitz | Hier wohnte Chaim-Harry Jelinowitz Jg. 1919 ’Polenaktion’ 1938 Bentschen/Zbaszyn Flucht 1939 USA                                                                              | Friesenstraße 4 (nördlich Georg-Eckert-Straße 3) ⊙                              | 20. Apr. 2016 | |
| | Hier wohnte Eduard Udelsmann Jg. 1890 Flucht 1938 USA | Glückstraße 8 ⊙                                                                 | 29. Juni 2021 | |
| | Hier wohnte Sabina Udelsmann Jg. 1899 Flucht 1939 USA | Glückstraße 8 ⊙                                                                 | 29. Juni 2021 | |
| | Hier wohnte Fanny Udelsmann Jg. 1924 Flucht 1939 USA | Glückstraße 8 ⊙                                                                 | 29. Juni 2021 | |
| | Hier wohnte Vera Udelsmann Jg. 1930 Flucht 1939 USA | Glückstraße 8 ⊙                                                                 | 29. Juni 2021 | |
| | Hier wohnte Ruth Udelsmann Jg. 1934 Flucht 1939 USA | Glückstraße 8 ⊙                                                                 | 29. Juni 2021 | |
| Braunschweig Hagenbrücke 6–7 Stolperstein Betty Moise | Hier wohnte Betty Moise geb. Wirth Jg. 1893 Haus/Geschäft arisiert 1938 Flucht 1939 England                                                                                   | Hagenbrücke 6/7 ⊙                                                               | 20. Apr. 2016 | |
| Braunschweig Hagenbrücke 6–7 Stolperstein Manfred Moise | Hier wohnte Manfred Moise Jg. 1925 Kindertransport 1939 England | Hagenbrücke 6/7 ⊙                                                               | 20. Apr. 2016 | |
| Braunschweig Hagenbrücke 6–7 Stolperstein Paula Moise | Hier wohnte Paula Moise Jg. 1928 Kindertransport 1939 England | Hagenbrücke 6/7 ⊙                                                               | 20. Apr. 2016 | |
| Braunschweig Hagenbrücke 6–7 Stolperstein Jacob Moise | Hier wohnte Jacob Moise Jg. 1931 Flucht 1939 England | Hagenbrücke 6/7 ⊙                                                               | 20. Apr. 2016 | |
| Else Kellner | Hier wohnte Else Kellner Jg. 1879 gedemütigt/entrechtet überlebt | Hagenring 5 ⊙                                                                   | 18. Aug. 2010 | |
| Hans Kellner | Hier wohnte Hans Kellner Jg. 1904 verhaftet 1945 KZ Blankenburg KZ Derenburg tot an Haftfolgen 16.11.1947                                                                     | Hagenring 5 ⊙                                                                   | 18. Aug. 2010 | |
| Siegmund Hoffmann | Hier wohnte Siegmund Hoffmann Jg. 1883 deportiert 1942 ermordet in Auschwitz                                                                                                  | Hamburger Straße 289 (an der Kreuzung Rebenring/Mühlenpfordtstraße) ⊙           | 29. Juni 2015 | |
| Anna Lina Hoffmann | Hier wohnte Anna Lina Hoffmann geb. Schidlowsky Jg. 1884 deportiert 1942 ermordet in Auschwitz                                                                                | Hamburger Straße 289 (an der Kreuzung Rebenring/Mühlenpfordtstraße) ⊙           | 29. Juni 2015 | |
| Ursula Hoffmann | Hier wohnte Ursula Hoffmann verh. Proskauer Jg. 1914 Umzug/Heirat 1938 Berlin deportiert 1943 ermordet in Auschwitz                                                           | Hamburger Straße 289 (an der Kreuzung Rebenring/Mühlenpfordtstraße) ⊙           | 29. Juni 2015 | |
| Hans Wolfgang Hoffmann | Hier wohnte Hans Wolfgang Hoffmann Jg. 1920 Ausbildung 1937 Berlin Flucht 1939 England interniert Kanada entlassen 1945 Montreal                                              | Hamburger Straße 289 (an der Kreuzung Rebenring/Mühlenpfordtstraße) ⊙           | 29. Juni 2015 | |
| Braunschweig Helmstedter Straße 3 Stolperstein Benno Frenkel | Hier wohnte Benno Frenkel Jg. 1895 ausgewiesen Polen 1939 deportiert 1944 Auschwitz KZ Neuengamme befreit aus KZ Wöbbelin                                                     | Helmstedter Straße 3 ⊙                                                          | 22. März 2007 | |
| Braunschweig Helmstedter Straße 3 Stolperstein Regina Frenkel | Hier wohnte Regina Frenkel geb. Spindel Jg. 1890 ausgewiesen Polen 1939 deportiert 1944 Auschwitz ermordet 24.8.1944                                                          | Helmstedter Straße 3 ⊙                                                          | 22. März 2007 | |
| Braunschweig Helmstedter Straße 3 Stolperstein Manfred Frenkel | Hier wohnte Manfred Frenkel Jg. 1920 ausgewiesen Polen 1939 deportiert 1944 Auschwitz KZ Neuengamme befreit aus KZ Wöbbelin                                                   | Helmstedter Straße 3 ⊙                                                          | 22. März 2007 | |
| Braunschweig Helmstedter Straße 3 Stolperstein Lotte Frenkel | Hier wohnte Lotte Frenkel Jg. 1922 ausgewiesen Polen 1939 Ghetto Lodz 1939 Flucht England überlebt                                                                            | Helmstedter Straße 3 ⊙                                                          | 22. März 2007 | |
| Braunschweig Helmstedter Straße 3 Stolperstein Semi Frenkel | Hier wohnte Semi Frenkel Jg. 1926 ausgewiesen 1939 nach Polen deportiert 1944 Auschwitz KZ Neuengamme befreit aus KZ Wöbbelin                                                 | Helmstedter Straße 3 ⊙                                                          | 22. März 2007 | |
| Braunschweig Hennebergstraße 7 Stolperstein Hugo Jondorf | Hier wohnte Hugo Jondorf Jg. 1889 verhaftet 1938 Buchenwald deportiert 1942 Ghetto Warschau ermordet                                                                          | Hennebergstraße 7 ⊙                                                             | 24. Mai 2008  | |
| Braunschweig Hennebergstraße 7 Stolperstein Ingeborg Sessler | Hier wohnte Ingeborg Sessler geb. Jondorf Jg. 1925 Flucht 1938 USA überlebt                                                                                                   | Hennebergstraße 7 ⊙                                                             | 24. Mai 2008  | |
| Braunschweig Hennebergstraße 7 Stolperstein Edith Jondorf | Hier wohnte Edith Jondorf geb. Schönlank Jg. 1901 deportiert 1942 Ghetto Warschau ermordet                                                                                    | Hennebergstraße 7 ⊙                                                             | 24. Mai 2008  | |
| Braunschweig Hennebergstraße 7 Stolperstein Max Guhrauer | Hier wohnte Max Guhrauer Jg. 1869 deportiert Theresienstadt tot 4.6.1943 | Hennebergstraße 7 ⊙                                                             | 7. Dez. 2006  | |
| Braunschweig Hennebergstraße 7 Stolperstein Paula Guhrauer | Hier wohnte Paula Guhrauer geb. Saloschin Jg. 1875 deportiert Theresienstadt befreit 1945                                                                                     | Hennebergstraße 7 ⊙                                                             | 7. Dez. 2006  | |
| Braunschweig Hennebergstraße 7 Stolperstein Alexander Guhrauer | Hier wohnte Alexander Guhrauer Jg. 1901 Flucht 1939 England | Hennebergstraße 7 ⊙                                                             | 7. Dez. 2006  | |
| Braunschweig Hennebergstraße 7 Stolperstein Hella Margarethe Guhrauer | Hier wohnte Hella Margarethe Guhrauer geb. Freudenthal Jg. 1913 Flucht 1939 England                                                                                           | Hennebergstraße 7 ⊙                                                             | 7. Dez. 2006  | |
| Braunschweig Hennebergstraße 8 Stolperstein Georg Herzberg | Hier wohnte Georg Herzberg Jg. 1893 ’Schutzhaft’ 1933 Haftanstalt Rennelberg Flucht 1936 Brasilien                                                                            | Hennebergstraße 8 ⊙                                                             | 16. Mai 2017  | |
| Braunschweig Hennebergstraße 8 Stolperstein Alice Josephine Herzberg | Hier wohnte Alice Josephine Herzberg geb. Herzberg Jg. 1891 Flucht 1936 Brasilien                                                                                             | Hennebergstraße 8 ⊙                                                             | 16. Mai 2017  | |
| Braunschweig Hennebergstraße 8 Stolperstein Annelise Herzberg | Hier wohnte Annelise Herzberg Jg. 1920 Flucht 1935 USA | Hennebergstraße 8 ⊙                                                             | 16. Mai 2017  | |
| Braunschweig Hennebergstraße 8 Stolperstein Hans Herzberg | Hier wohnte Hans Herzberg Jg. 1923 Flucht 1936 Brasilien | Hennebergstraße 8 ⊙                                                             | 16. Mai 2017  | |
| Braunschweig Hennebergstraße 14 Stolperstein Alfred Sternthal | Hier wohnte Alfred Sternthal Jg. 1862 Flucht 1936 USA | Hennebergstr. 14 ⊙                                                              | 6. Mai 2019   | Die Steine für Familie Sternthal sollten am 25. Juni 2018 verlegt werden, wegen damaliger Bauarbeiten in der Hennebergstraße wurden sie im Mai 2019 verlegt. |
| Braunschweig Hennebergstraße 14 Stolperstein Paula Sternthal | Hier wohnte Paula Sternthal geb. Edelstein Jg. 1869 Flucht 1936 USA | Hennebergstr. 14 ⊙                                                              | 6. Mai 2019   | |
| Braunschweig Hennebergstraße 14 Stolperstein Friedrich Sternthal | Hier wohnte Friedrich Sternthal Jg. 1889 Flucht 1933 Frankreich 1939 USA | Hennebergstr. 14 ⊙                                                              | 6. Mai 2019   | |
| Braunschweig Hennebergstraße 14 Stolperstein Ilse Lea Tachau | Hier wohnte Ilse Lea Tachau geb. Sternthal Jg. 1895 Flucht 1936 USA | Hennebergstr. 14 ⊙                                                              | 6. Mai 2019   | Mutter des Politikwissenschaftlers Frank Tachau |
| Braunschweig Hochstraße 21 Stolperstein Berthold Sander | Hier wohnte Berthold Sander Jg. 1890 Schauspieler Berufsverbot deportiert 1944 ermordet in Theresienstadt                                                                     | Hochstraße 21 ⊙                                                                 | 18. Nov. 2016 | |
| Braunschweig Höfenstraße 10 Stolperstein Heinrich Waltemate | Hier wohnte Heinrich Waltemate Jg. 1909 im Widerstand/KPD Haft 1939/Haft-Psychose mehrere Heilanstalten ’verlegt’ 12.6.1941 Bernburg, ermordet Aktion T4                      | Höfenstraße 10 ⊙                                                                | 28. Juni 2023 | |
| Braunschweig Höfenstraße 47 Stolperstein Martha Waltemate | Hier wohnte Martha Waltemate geb. Meyer Jg. 1901 im Widerstand/KPD ’Schutzhaft’ 1933 entlassen                                                                                | Höfenstraße 10 ⊙                                                                | 28. Juni 2023 | |
| Braunschweig Höhe 3 Stolperstein Karl Cohn | Hier wohnte Karl Cohn Jg. 1894 verhaftet 1942 Lager Salzgitter Hallendorf ermordet 1942                                                                                       | Höhe 3 ⊙                                                                        | 14. Aug. 2010 | |
| Braunschweig Höhe 3 Stolperstein Else Esther Samuel | Hier wohnte Else Esther Samuel Jg. 1897 verhaftet 1939 Gefängnis Rennelberg Flucht 1939 England                                                                               | Höhe 3 ⊙                                                                        | 14. Aug. 2010 | |
| Braunschweig Höhe 3 Stolperstein Rosa Pincoffs | Hier wohnte Rosa Pincoffs geb. Cohn Jg. 1907 Flucht 1935 Palästina überlebt                                                                                                   | Höhe 3 ⊙                                                                        | 14. Aug. 2010 | |
| | Hier wohnte Minna Fasshauer Jg. 1875 politisch verfolgt / KAPD verhaftet 27.5.1935 ’Hochverrat’ Berufung / Freispruch ’Schutzhaft’ 24.10.1935 Moringen entlassen 13.1.1936    | Hugo-Luther-Straße 12 ⊙                                                         | 29. Juni 2015 | Die Verlegung war bereits für 2014 geplant, die biografischen Daten wurden später korrigiert und der Stein erst am 29. Juni 2015 verlegt. |
| | Hier wohnte Helene Aronheim geb. Oppenheimer Jg. 1858 deportiert 1943 Theresienstadt tot März 1943                                                                            | Inselwall 4 ⊙                                                                   | 3. Mai 2013   | |
| | Hier wohnte Walter Aronheim Jg. 1886 Berufsverbot Flucht 1933 Lateinamerika überlebt                                                                                          | Inselwall 4 ⊙                                                                   | 3. Mai 2013   | |
| | Hier wohnte Lily Aronheim geb. Frey Jg. 1895 Flucht 1933 Lateinamerika überlebt                                                                                               | Inselwall 4 ⊙                                                                   | 3. Mai 2013   | |
| | Hier wohnte Adolf Aronheim Jg. 1881 ’Schutzhaft’ 1938 Buchenwald gedemütigt/entrechtet Flucht in den Tod 4.5.1943                                                             | Inselwall 4 ⊙                                                                   | 22. Apr. 2014 | Der Stein für Adolf Aronheim wurde ursprünglich im Mai 2013 am Rosental 10 verlegt. Der Verlegeort wurde im April 2014 auf Inselwall 4 korrigiert. |
| | Hier wohnte Idel Aronheim geb. Miehe Jg. 1892 versteckt gelebt überlebt | Inselwall 4 ⊙                                                                   | 22. Apr. 2014 | |
| | Hier wohnte Walter Römling Jg. 1890 KPD Mitglied verhaftet 30.6.1933 Landmann-Welle ’Schutzhaft’ misshandelt erschossen 4.7.1933 Pappelhof-Rieseberg                          | Jahnstraße 20 ⊙                                                                 | 18. Juli 2012 | Opfer der Rieseberg-Morde |
| | Hier wohnte Reinhold Liesegang Jg. 1900 KPD Mitglied verhaftet 1.7.1933 Landmann-Welle ’Schutzhaft’ misshandelt erschossen 4.7.1933 Pappelhof-Rieseberg                       | Jahnstraße 20 ⊙                                                                 | 18. Juli 2012 | Opfer der Rieseberg-Morde |
| | Hier wohnte Emma Spanjer-Herford geb. Rosengarten Jg. 1855 Flucht 1938 Spanien-Portugal USA überlebt                                                                          | Jasperallee 21 ⊙                                                                | 18. Aug. 2010 | |
| | Hier wohnte Margarethe Steiner geb. Spanjer-Herford Jg. 1885 Flucht USA überlebt                                                                                              | Jasperallee 21 ⊙                                                                | 18. Aug. 2010 | |
| | Hier wohnte Elisabeth Spanjer-Herford Jg. 1895 Flucht 1938 USA überlebt | Jasperallee 21 ⊙                                                                | 18. Aug. 2010 | |
| | Hier wohnte Henriette Gittel Lewy geb. Berlowitz Jg. 1860 deportiert 1942 ermordet in Sobibor                                                                                 | Jasperallee 22 ⊙                                                                | 5. Juni 2009  | |
| | Hier wohnte Henriette Katz geb. Lewy Jg. 1890 deportiert 1942 Ghetto Warschau ermordet                                                                                        | Jasperallee 22 ⊙                                                                | 5. Juni 2009  | |
| | Hier wohnte der Ehemann ....Katz Jg. 1884 deportiert 1942 Ghetto Warschau ermordet                                                                                            | Jasperallee 22 ⊙                                                                | 5. Juni 2009  | |
| | Hier wohnte Bruno Mielziner Jg. 1882 gedemütigt/entrechtet Flucht in den Tod 20.11.1937                                                                                       | Jasperallee 35a ⊙                                                               | 24. Mai 2008  | Vor dem Eingang des Wilhelm-Gymnasiums in der Leonhardstraße 63 wurde ein zweiter Stolperstein verlegt. |
| | Hier wohnte Flora Mielziner geb. Goldberg Jg. 1876 krank aus Krankenhaus verwiesen tot 19.11.1937                                                                             | Jasperallee 35a ⊙                                                               | 24. Mai 2008  | |
| | Hier wohnte Gustav Mangold Jg. 1853 gedemütigt/entrechtet tot 6.5.1933 | Jasperallee 37 ⊙                                                                | 6. Mai 2019   | |
| | Hier wohnte Johanna Mangold geb. Löwenthal Jg. 1858 gedemütigt/entrechtet tot 13.10.1936                                                                                      | Jasperallee 37 ⊙                                                                | 6. Mai 2019   | |
| | Hier wohnte Else Mangold verh. Ephraim Jg. 1881 Flucht 1939 England | Jasperallee 37 ⊙                                                                | 6. Mai 2019   | |
| | Hier wohnte Carola Marianne Mangold Jg. 1891 entlassen 1933 Flucht 1939 England                                                                                               | Jasperallee 37 ⊙                                                                | 6. Mai 2019   | |
| | Hier wohnte Julius Unger Jg. 1886 ’Schutzhaft’ 1938 Buchenwald tot an Haftfolgen 3.5.1939                                                                                     | Jasperallee 38 ⊙                                                                | 6. Mai 2019   | |
| | Hier wohnte Marianne Unger geb. Brendecke Jg. 1887 gedemütigt/entrechtet mit Hilfe überlebt                                                                                   | Jasperallee 38 ⊙                                                                | 6. Mai 2019   | |
| | Hier wohnte Wolfgang Unger Jg. 1927 Schulverweis verhaftet 1944 Zwangsarbeit Lager Blankenburg 1945 Lager Derenburg befreit                                                   | Jasperallee 38 ⊙                                                                | 6. Mai 2019   | |
| Braunschweig John-F.-Kennedy-Platz 5 Stolperstein Siegfried Löwenthal | Hier wohnte Siegfried Löwenthal Jg. 1869 Flucht 1935 Palästina | John-F.-Kennedy-Platz 5 ⊙                                                       | 25. Juni 2018 | |
| Braunschweig John-F.-Kennedy-Platz 5 Stolperstein Josephine Löwenthal | Hier wohnte Josefine Löwenthal geb. Erlander Jg. 1871 Flucht 1935 Palästina                                                                                                   | John-F.-Kennedy-Platz 5 ⊙                                                       | 25. Juni 2018 | |
| Braunschweig John-F.-Kennedy-Platz 5 Stolperstein Erich Löwenthal | Hier wohnte Erich Löwenthal Jg. 1905 Flucht 1935 Palästina | John-F.-Kennedy-Platz 5 ⊙                                                       | 25. Juni 2018 | |
| Braunschweig John-F.-Kennedy-Platz 5 Stolperstein Charlotte Steinitz | Hier wohnte Charlotte Steinitz geb. Löwenthal Jg. 1899 Flucht 1935 Palästina                                                                                                  | John-F.-Kennedy-Platz 5 ⊙                                                       | 25. Juni 2018 | |
| Braunschweig John-F.-Kennedy-Platz 5 Stolperstein Ulrich Löwenthal | Hier wohnte Ulrich Löwenthal Jg. 1934 Flucht 1935 Palästina | John-F.-Kennedy-Platz 5 ⊙                                                       | 25. Juni 2018 | |
| Braunschweig John-F.-Kennedy-Platz 10 Stolperstein Selma Falkenstein (crop) | Hier wohnte Selma Falkenstein geb. Popper Jg. 1874 deportiert 1943 Theresienstadt tot 14.1.1944                                                                               | John-F.-Kennedy-Platz 10 ⊙                                                      | 5. Juni 2009  | |
| | Hier wohnte Hans Grimminger Jg. 1899 KPD Mitglied verhaftet 30.6.1933 Landmann-Welle ’Schutzhaft’ erschossen 4.7.1933 Pappelhof-Rieseberg                                     | Julius-Konegenstraße 15 ⊙                                                       | 18. Juli 2012 | Opfer der Rieseberg-Morde |
| | Hier wohnte Hermann Bode Jg. 1911 im Widerstand verhaftet 1933 Gefängnis Wolfenbüttel 1935 Dachau Strafbataillon 999 hingerichtet 9.6.1944 in Griechenland                    | Kaffeetwete 1 ⊙                                                                 | 5. Juni 2009  | |
| Rudolf Claus | Hier wohnte Rudolf Claus Jg. 1893 im Widerstand mehrmals ’Schutzhaft’ zuletzt 1934 Berlin-Moabit Todesurteil 25.7.1935 enthauptet 17.12.1935 Berlin-Plötzensee                | Karl-Marx-Straße 4 ⊙                                                            | 22. Juli 2014 | |
| Martha Claus | Hier wohnte Martha Claus geb. Deneke Jg. 1893 im Widerstand ’Schutzhaft’ 1935 Berlin/Braunschweig 1935 Moringen entlassen 8.10.1936 Polizeiaufsicht bis 1940 überlebt         | Karl-Marx-Straße 4 ⊙                                                            | 22. Juli 2014 | |
| | Hier wohnte Auguste Imlau Jg. 1876 Zeugin Jehovas mehrmals verhaftet 1940 Ravensbrück befreit/überlebt                                                                        | Karlstraße 25 ⊙                                                                 | 24. Nov. 2008 | [ 6 ] |
| | Hier wohnte Leopold Moch Jg. 1884 Flucht in den Tod 1944 vor Deportation | Kasernenstr. 9 ⊙                                                                | 22. März 2007 | |
| Eugen Schönlank | Hier wohnte Eugen Schönlank Jg. 1873 gedemütigt/entrechtet tot 4.6.1933 | Kasernenstr. 34 ⊙                                                               | 3. Mai 2013   | |
| Elsbeth Schönlank | Hier wohnte Elsbeth Schönlank geb. Wenning Jg. 1878 versteckt/überlebt | Kasernenstr. 34 ⊙                                                               | 3. Mai 2013   | |
| Arthur Schönlank | Hier wohnte Arthur Schönlank Jg. 1899 Flucht 1933 USA überlebt | Kasernenstr. 34 ⊙                                                               | 3. Mai 2013   | |
| Gerhard Schönlank | Hier wohnte Gerhard Schönlank Jg. 1905 ’Schutzhaft’ 1933 Haftanstalt Rennelberg 1935 Dachau Flucht 1935 Südafrika überlebt                                                    | Kasernenstr. 34 ⊙                                                               | 3. Mai 2013   | |
| Braunschweig Kohlmarkt 3–4 Stolperstein Siegfried Fröhlich | Hier arbeitete Siegfried Fröhlich Jg. 1877 1933 Verkauf des Geschäftes Flucht Belgien tot 1941 in Brüssel                                                                     | Kohlmarkt 3–4 ⊙                                                                 | 6. Mai 2011   | Für Siegfried Fröhlich wurde auch vor seinem ehemaligen Wohnhaus Am Windmühlenberg 1 Ecke John-F.-Kennedy-Platz 5 ein Stolperstein verlegt. |
| Braunschweig Kohlmarkt 3–4 Stolperstein Alfred Littauer | Hier arbeitete Alfred Littauer Jg. 1899 deportiert 1942 Ghetto Warschau ermordet                                                                                              | Kohlmarkt 3–4 ⊙                                                                 | 20. Juni 2022 | |
| | Hier arbeitete Emmy Vosen Jg. 1881 Geschäftsaufgabe 1933 deportiert 1943 Theresienstadt tot 1944                                                                              | Kohlmarkt 5 ⊙                                                                   | 6. Mai 2011   | Für Emmy Vosen wurde auch vor ihrem ehemaligen Wohnhaus Am Gaußberg ein Stolperstein verlegt. |
| Braunschweig Kohlmarkt 12 Stolperstein Lina Lindenfeld | Hier wohnte Lina Lindenfeld geb. Frankenheim Jg. 1863 gedemütigt/entrechtet tot 2.7.1936                                                                                      | Kohlmarkt 12 ⊙                                                                  | 18. Nov. 2016 | |
| Braunschweig Kohlmarkt 12 Stolperstein Julie Alice Lindenfeld | Hier wohnte Julie Alice Lindenfeld geb. Oppenheim Jg. 1900 Flucht 1937 Holland interniert Westerbork deportiert 1942 ermordet in Auschwitz                                    | Kohlmarkt 12 ⊙                                                                  | 18. Nov. 2016 | |
| Braunschweig Kohlmarkt 12 Stolperstein Armin Lindenfeld | Hier wohnte Armin Lindenfeld Jg. 1887 Flucht 1934 Holland 1936 Argentinien 1937 Holland interniert Westerbork deportiert 1942 ermordet in Auschwitz                           | Kohlmarkt 12 ⊙                                                                  | 18. Nov. 2016 | |
| Braunschweig Kohlmarkt 12 Stolperstein Wilhelm Moritz Lindenfeld | Hier wohnte Wilhelm Moritz Lindenfeld Jg. 1893 ’Schutzhaft’ 1933 Haftanstalt Rennelberg ’Schutzhaft’ 1938 Buchenwald Ausreiseverpflichtung 1939 USA                           | Kohlmarkt 12 ⊙                                                                  | 18. Nov. 2016 | |
| Braunschweig Kohlmarkt 12 Stolperstein Toni Lindenfeld | Hier wohnte Toni Lindenfeld verw. Horowitz geb. Baron Jg. 1899 Flucht 1939 USA                                                                                                | Kohlmarkt 12 ⊙                                                                  | 18. Nov. 2016 | |
| Braunschweig Kohlmarkt 12 Stolperstein Marion Lindenfeld | Hier wohnte Marion Lindenfeld Jg. 1933 Flucht 1937 Holland interniert Westerbork deportiert 1942 ermordet in Auschwitz                                                        | Kohlmarkt 12 ⊙                                                                  | 18. Nov. 2016 | |
| Braunschweig Kohlmarkt 12 Stolperstein Edgar Morris Lindenfeld | Hier wohnte Edgar Morris Lindenfeld Jg. 1935 Flucht 1937 Holland interniert Westerbork deportiert 1942 ermordet in Auschwitz                                                  | Kohlmarkt 12 ⊙                                                                  | 18. Nov. 2016 | |
| | Hier wohnte Hermann Behme Jg. 1884 KPD Mitglied verhaftet 2.7.1933 Landmann-Welle ’Schutzhaft’ misshandelt erschossen 4.7.1933 Pappelhof-Rieseberg                            | Kreuzkampstraße 8 ⊙                                                             | 18. Juli 2012 | Opfer der Rieseberg-Morde |
| Braunschweig Kuhstraße 28 Stolperstein Dina Friedmann | Hier wohnte Dina Friedmann geb. Rauchmann Jg. 1879 deportiert 1942 Richtung Osten für tot erklärt                                                                             | Kuhstraße 28 ⊙                                                                  | 22. März 2007 | |
| Braunschweig Kuhstraße 28 Stolperstein Sally Friedmann | Hier wohnte Sally Friedmann Jg. 1904 deportiert 1942 tot bei Aufstand im Ghetto Warschau                                                                                      | Kuhstraße 28 ⊙                                                                  | 22. März 2007 | |
| Braunschweig Langedammstraße 2 Stolperstein Georg Heller-Pollack | Hier wohnte Georg Heller-Pollack Jg. 1888 verhaftet 1938 Buchenwald deportiert 1942 Ghetto Warschau ermordet                                                                  | Langedammstraße 2 ⊙                                                             | 5. Juni 2009  | |
| Braunschweig Langedammstraße 2 Stolperstein Paula Heller-Pollack | Hier wohnte Paula Heller-Pollack geb. Stern Jg. 1890 deportiert 1942 Ghetto Warschau ermordet                                                                                 | Langedammstraße 2 ⊙                                                             | 5. Juni 2009  | |
| Braunschweig Langedammstraße 2 Stolperstein Myra Heller-Pollack | Hier wohnte Myra Heller-Pollack Jg. 1920 deportiert 1942 Ghetto Warschau ermordet                                                                                             | Langedammstraße 2 ⊙                                                             | 5. Juni 2009  | |
| Stolperstein für Erna Wazinski in Braunschweig | Hier wohnte Erna Wazinski Jg. 1925 verhaftet 1944 ’Plünderung’ verurteilt 21.10.1944 hingerichtet in Wolfenbüttel                                                             | Langedammstraße 14 ⊙                                                            | 24. Apr. 2012 | → Hauptartikel : Erna Wazinski |
| Braunschweig Langedammstraße 22 Bohlweg Stolperstein Josef Pressler | Hier wohnte Josef Pressler Jg. 1907 Flucht 1937 Palästina | Langedammstraße 22 vor Kaufhaus am Bohlweg ⊙                                    | 20. Apr. 2016 | |
| Braunschweig Langedammstraße 22 Bohlweg Stolperstein Regina Pressler | Hier wohnte Regina Pressler geb. Krämer Jg. 1906 Flucht 1937 Palästina | Langedammstraße 22 vor Kaufhaus am Bohlweg ⊙                                    | 20. Apr. 2016 | |
| Braunschweig Langedammstraße 22 Bohlweg Stolperstein Abraham Pressler | Hier wohnte Abraham Pressler Jg. 1928 Flucht 1937 Palästina | Langedammstraße 22 vor Kaufhaus am Bohlweg ⊙                                    | 20. Apr. 2016 | |
| Braunschweig Langedammstraße 22 Bohlweg Stolperstein Anna Pressler | Hier wohnte Anna Pressler Jg. 1930 Flucht 1937 Palästina | Langedammstraße 22 vor Kaufhaus am Bohlweg ⊙                                    | 20. Apr. 2016 | |
| Braunschweig Langedammstraße 22 Bohlweg Stolperstein Schmuel-Jehuda Pressler | Hier wohnte Schmuel-Jehuda Pressler Jg. 1935 Flucht 1937 Palästina | Langedammstraße 22 vor Kaufhaus am Bohlweg ⊙                                    | 20. Apr. 2016 | |
| | Hier wohnte Gustav Schmidt Jg. 1908 Sozialistische Studentenbewegung verhaftet 1933 Landmann-Welle ’Schutzhaft’ misshandelt erschossen 4.7.1933 Pappelhof-Rieseberg           | Langer Kamp 21 ⊙                                                                | 18. Juli 2012 | Opfer der Rieseberg-Morde |
| Braunschweig Leonhardstraße 1 Stolperstein Felix Hamburger | Hier wohnte Felix Hamburger Jg. 1896 verhaftet 1938 Sachsenhausen Flucht 1939 USA überlebt                                                                                    | Leonhardstraße 1 ⊙                                                              | 6. Mai 2011   | Für Felix Hamburger wurde auch vor seinem ehemaligen Geschäft am Damm ein Stolperstein verlegt. |
| Braunschweig Leonhardstraße 1 Stolperstein Luise Hamburger | Hier wohnte Luise Hamburger geb. Lehmann Jg. 1903 Flucht 1939 USA überlebt | Leonhardstraße 1 ⊙                                                              | 6. Mai 2011   | |
| Braunschweig Leonhardstraße 1 Stolperstein Martin Hamburger | Hier wohnte Martin Hamburger Jg. 1928 Flucht USA überlebt | Leonhardstraße 1 ⊙                                                              | 6. Mai 2011   | |
| Braunschweig Leonhardstraße 1 Stolperstein Edith Hamburger | Hier wohnte Edith Hamburger Jg. 1931 Flucht USA überlebt | Leonhardstraße 1 ⊙                                                              | 6. Mai 2011   | |
| Braunschweig Leonhardstraße 63 Stolperstein Bruno Mielziner | Hier lernte Bruno Mielziner Jg. 1882 gedemütigt/entrechtet Flucht in den Tod 20.11.1937                                                                                       | Leonhardstraße 63 (Vor dem Eingang des Wilhelm-Gymnasiums) ⊙                    | 24. Nov. 2008 | Für Bruno Mielziner wurde auch vor seinem ehemaligen Wohnhaus Jasperallee 35a ein Stolperstein verlegt. |
| Braunschweig Leonhardstraße 63 Stolperstein Norbert Regensburger | Hier lernte Dr. Norbert Regensburger Jg. 1886 entlassen 1933 gedemütigt/terrorisiert Flucht in den Tod 26.4.1933                                                              | Leonhardstraße 63 (Vor dem Eingang des Wilhelm-Gymnasiums) ⊙                    | 24. Nov. 2008 | Für Dr. Norbert Regensburger wurde auch vor seinem ehemaligen Wohnhaus Lützowstraße 6 ein Stolperstein verlegt. |
| Braunschweig Leonhardstraße 63 Stolperstein Otto Lipmann | Hier lernte Dr. Otto Lipmann Jg. 1875 verhaftet 1938 Buchenwald deportiert 25.2.1945 Theresienstadt überlebt                                                                  | Leonhardstraße 63 (Vor dem Eingang des Wilhelm-Gymnasiums) ⊙                    | 24. Nov. 2008 | |
| Braunschweig Leonhardstraße 63 Stolperstein Dr. Heinrich Jasper | Hier lernte Dr. Heinrich Jasper Jg. 1875 Im Widerstand/SPD Schutzhaft 1932 Gefängnis Braunschweig seit 1935 mehrere KZ ermordet 19.2.1945 Bergen-Belsen                       | Leonhardstraße 63 (Vor dem Eingang des Wilhelm-Gymnasiums) ⊙                    | 29. Juni 2015 | |
| | Hier lernte Dr. Julius Bockemüller Jg. 1895 verhaftet 27.7.1942 ’Kritische Äusserungen’ ’Hochverrat’ Volksgerichtshof Hingerichtet 21.4.1943 Berlin-Plötzensee                | Leonhardstraße 63 (Vor dem Eingang des Wilhelm-Gymnasiums) ⊙                    | 29. Juni 2021 | |
| Braunschweig Lessingplatz 10 Stolperstein Walter Gutkind | Hier wohnte Walter Gutkind Jg. 1880 ’Schutzhaft’ 1938 Sachsenhausen Flucht 1938 England überlebt                                                                              | Lessingplatz 10 ⊙                                                               | 3. Mai 2013   | |
| Braunschweig Lessingplatz 10 Stolperstein Barbara Gutkind | Hier wohnte Barbara Gutkind Jg. 1926 Flucht 1938 England überlebt | Lessingplatz 10 ⊙                                                               | 3. Mai 2013   | |
| Braunschweig Lessingplatz 10 Stolperstein Margarete Gutkind | Hier wohnte Margarete Gutkind geb. Pape Jg. 1897 Flucht 1938 England überlebt                                                                                                 | Lessingplatz 10 ⊙                                                               | 3. Mai 2013   | |
| Leopold Scheyer.jpg | Hier lernte Leopold Scheyer Jg. 1918 verhaftet 1938 Buchenwald Flucht 1939 England überlebt                                                                                   | Löwenwall 18a (Eingang Gaußschule) ⊙                                            | 18. Juli 2012 | Für Leopold Scheyer wurde auch vor seinem ehemaligen Wohnhaus am Petritorwall 30 ein Stolperstein verlegt. |
| Gerhard Scheyer.jpg | Hier lernte Gerhard Scheyer Jg. 1920 verhaftet 1938 Buchenwald Flucht 1939 England überlebt                                                                                   | Löwenwall 18a (Eingang Gaußschule) ⊙                                            | 18. Juli 2012 | Für Gerhard Scheyer wurde auch vor seinem ehemaligen Wohnhaus am Petritorwall 30 ein Stolperstein verlegt. |
| Bernhard Friedmann | Hier wohnte Bernhard Friedmann Jg. 1902 Flucht 1936 USA überlebt | Lützowstraße 5 ⊙                                                                | 22. März 2007 | |
| Irmgard Friedmann | Hier wohnte Irmgard Friedmann geb. Schönfeld Jg. 1906 Flucht 1936 USA überlebt                                                                                                | Lützowstraße 5 ⊙                                                                | 22. März 2007 | |
| | Hier wohnte Gustav-Elias Forstenzer Jg. 1888 verhaftet 1938 KZ Buchenwald Flucht 1938 USA                                                                                     | Lützowstraße 6 ⊙                                                                | 7. Dez. 2006  | |
| Lucie Forstenzer | Hier wohnte Lucie Forstenzer geb. Frank Jg. 1888 Flucht 1938 USA | Lützowstraße 6 ⊙                                                                | 7. Dez. 2006  | |
| Claus Forstenzer | Hier wohnte Claus Forstenzer Jg. 1919 Flucht 1937 USA | Lützowstraße 6 ⊙                                                                | 7. Dez. 2006  | |
| Martin Forstenzer | Hier wohnte Martin Forstenzer Jg. 1921 verhaftet 1938 KZ Buchenwald Flucht 1938 USA                                                                                           | Lützowstraße 6 ⊙                                                                | 7. Dez. 2006  | |
| Peter Forstenzer | Hier wohnte Peter Forstenzer Jg. 1921 verhaftet 1938 KZ Buchenwald Flucht 1938 USA                                                                                            | Lützowstraße 6 ⊙                                                                | 7. Dez. 2006  | |
| Dr. Norbert Regensburger.jpg | Hier wohnte Dr. Norbert Regensburger Jg. 1886 entlassen 1933 gedemütigt/terrorisiert Flucht in den Tod 26.4.1933                                                              | Lützowstraße 6 ⊙                                                                | 24. Mai 2008  | Vor dem Eingang des Wilhelm-Gymnasiums in der Leonhardstraße 63 wurde ein zweiter Stolperstein verlegt. |
| Resi Regensburger | Hier wohnte Resi Regensburger geb. Oppenheimer Jg. 1897 Flucht 1939 Belgien England überlebt                                                                                  | Lützowstraße 6 ⊙                                                                | 24. Mai 2008  | |
| Kurt Regensburger | Hier wohnte Kurt Regensburger Jg. 1925 Flucht 1939 Belgien England überlebt                                                                                                   | Lützowstraße 6 ⊙                                                                | 24. Mai 2008  | |
| Gerta Regensburger | Hier wohnte Gerta Regensburger Jg. 1928 Flucht 1939 Belgien England überlebt                                                                                                  | Lützowstraße 6 ⊙                                                                | 24. Mai 2008  | |
| Siegmund Seelig | Hier wohnte Siegmund Seelig Jg. 1868 Flucht 1940 Holland KZ Westerbork deportiert tot 1943                                                                                    | Lützowstraße 6 ⊙                                                                | 7. Dez. 2006  | |
| Adelheit Seelig | Hier wohnte Adelheit Seelig geb. Salfeldt Jg. 1878 Flucht 1940 Holland tot 1941                                                                                               | Lützowstraße 6 ⊙                                                                | 7. Dez. 2006  | |
| Irmgard Hornstein | Hier wohnte Irmgard Hornstein geb. Seelig Jg. 1901 Flucht 1940 Holland | Lützowstraße 6 ⊙                                                                | 7. Dez. 2006  | |
| Elisabeth-Lotte Seelig | Hier wohnte Elisabeth-Lotte Seelig Jg. 1902 Flucht 1940 Holland | Lützowstraße 6 ⊙                                                                | 7. Dez. 2006  | |
| Willi Ludwig | Hier wohnte Willi Ludwig Jg. 1888 KPD Mitglied verhaftet Juli 1933 Landmann-Welle 'Schutzhaft' misshandelt erschossen 4.7.1933 Pappelhof-Rieseberg                            | Madamenweg 166 ⊙                                                                | 18. Juli 2012 | Opfer der Rieseberg-Morde |
| | Hier wohnte Samuel Vasen Jg. 1875 verhaftet 1938 KZ Buchenwald deportiert 1942 Richtung Osten tot im Ghetto Warschau                                                          | Marstall 1/2 ⊙                                                                  | 22. März 2007 | |
| | Hier wohnte Dina Vasen Jg. 1878 verhaftet 1938 KZ Buchenwald deportiert 1942 tot im Ghetto Warschau                                                                           | Marstall 1/2 ⊙                                                                  | 22. März 2007 | |
| | Hier wohnte Walter Vasen Jg. 1904 verhaftet 1938 KZ Buchenwald Flucht Shanghai überlebt                                                                                       | Marstall 1/2 ⊙                                                                  | 22. März 2007 | |
| | Hier wohnte Bruno Baruch Rittner Jg. 1890 deportiert 1942 Ghetto Warschau ermordet                                                                                            | Marstall 1/2 ⊙                                                                  | 30. Juni 2020 | |
| | Hier wohnte Rosalie Rittner geb. Isaak Jg. 1893 deportiert 1942 Ghetto Warschau ermordet                                                                                      | Marstall 1/2 ⊙                                                                  | 30. Juni 2020 | |
| | Hier wohnte Eva Rittner verh. Blitz Jg. 1921 Kindertransport 1939 England | Marstall 1/2 ⊙                                                                  | 30. Juni 2020 | |
| | Hier wohnte Marga Rittner Jg. 1927 deportiert 1942 Ghetto Warschau ermordet                                                                                                   | Marstall 1/2 ⊙                                                                  | 30. Juni 2020 | |
| Bild gesucht Der Benutzer GeorgDerReisende ( Diskussion ) wünscht sich an dieser Stelle ein Bild vom Ort mit diesen Koordinaten 52.263079 10.533054 . Motiv: Museumstraße 5: die Stolpersteine für die Familie Schipper, die Lage und das Haus Falls du dabei helfen möchtest, erklärt die Anleitung , wie das geht. BW | Hier wohnte Markus Schipper Jg. 1894 'Schutzhaft' 1933 Gefängnis Rennelberg Flucht 1937 Palästina 1938 USA                                                                    | Museumstraße 5 ⊙                                                                | 29. Mai 2024  | |
| Bild gesucht Die Wikipedia wünscht sich an dieser Stelle ein Bild vom hier behandelten Ort. Weitere Infos zum Motiv findest du vielleicht auf der Diskussionsseite . Falls du dabei helfen möchtest, erklärt die Anleitung , wie das geht. BW                                                                           | Hier wohnte Fanny Schipper geb. Schmidt Jg. 1898 'Polenaktion' 1938 Bentschen/Zbaszyn Flucht 1938 USA                                                                         | Museumstraße 5 ⊙                                                                | 29. Mai 2024  | |
| Bild gesucht Die Wikipedia wünscht sich an dieser Stelle ein Bild vom hier behandelten Ort. Weitere Infos zum Motiv findest du vielleicht auf der Diskussionsseite . Falls du dabei helfen möchtest, erklärt die Anleitung , wie das geht. BW                                                                           | Hier wohnte Norbert Schipper Jg. 1922 'Polenaktion' 1938 Bentschen/Zbaszyn Flucht 1938 USA                                                                                    | Museumstraße 5 ⊙                                                                | 29. Mai 2024  | |
| Bild gesucht Die Wikipedia wünscht sich an dieser Stelle ein Bild vom hier behandelten Ort. Weitere Infos zum Motiv findest du vielleicht auf der Diskussionsseite . Falls du dabei helfen möchtest, erklärt die Anleitung , wie das geht. BW                                                                           | Hier wohnte Suse Schipper Jg. 1933 'Polenaktion' 1938 Bentschen/Zbaszyn Flucht 1938 USA                                                                                       | Museumstraße 5 ⊙                                                                | 29. Mai 2024  | |
| Michael Wolfson | Hier wohnte Michael Wolfson Jg. 1892 deportiert 1943 Auschwitz ermordet 24.8.1943                                                                                             | Neue Straße 22 ⊙                                                                | 24. Mai 2008  | |
| Otto Lange | Hier wohnte Otto Lange Jg. 1879 erkrankt 1929 Heilanstalt Königslutter ’verlegt’ 19.5.1941 Bernburg ermordet 19.5.1941 Aktion T4                                              | Neue Straße 26 ⊙                                                                | 22. Juli 2014 | Otto Lange wurde am 19. Juni 1879 in Braunschweig geboren. Er studierte Architektur in Braunschweig und wurde im April 1918 zum Herzoglichen Regierungsbaumeister ernannt. Am 19. Mai 1941 wurde Lange in der „Euthanasie“-Anstalt Bernburg ermordet. |
| Simon Rechtschaffen | Hier wohnte Simon Rechtschaffen Jg. 1887 'Polenaktion' 1938 Bentschen/Zbaszyn Schicksal unbekannt                                                                             | Neuer Weg 9 (vor Nummer 6) ⊙                                                    | 16. Mai 2017  | |
| Adele Rechtschaffen | Hier wohnte Adele Rechtschaffen geb. Schipper Jg. 1896 'Polenaktion' 1938 Bentschen/Zbaszyn Schicksal unbekannt                                                               | Neuer Weg 9 (vor Nummer 6) ⊙                                                    | 16. Mai 2017  | |
| Siegmund Rechtschaffen | Hier wohnte Siegmund Rechtschaffen Shalom Jeshurun Jg. 1924 'Polenaktion' 1938 Bentschen/Zbaszyn Kindertransport 1939 England Palästina                                       | Neuer Weg 9 (vor Nummer 6) ⊙                                                    | 16. Mai 2017  | |
| Rose Rechtschaffen | Hier wohnte Rose Rechtschaffen verh. Klinger 'Polenaktion' 1938 Bentschen/Zbaszyn Flucht 1941 Litauen UDSSR 1943 Palästina                                                    | Neuer Weg 9 (vor Nummer 6) ⊙                                                    | 16. Mai 2017  | |
| Abraham Schipper | Hier wohnte Abraham Schipper Jg. 1893 1938 Geschäft 'arisiert' Flucht 1939 Belgien interniert Mechelen deportiert 1942 ermordet in Auschwitz                                  | Neuer Weg 9 (vor Nummer 6) ⊙                                                    | 20. Juni 2022 | |
| Bernhard Schipper | Hier wohnte Bernhard Schipper Jg. 1919 Schulverweis 1935 mit Hilfe Flucht 1939 Holland versteckt überlebt                                                                     | Neuer Weg 9 (vor Nummer 6) ⊙                                                    | 20. Juni 2022 | |
| Heinrich 'Henry' Schipper | Hier wohnte Heinrich 'Henry' Schipper Jg. 1921 Schulverweis 1935 mit Hilfe Flucht 1939 Holland versteckt überlebt                                                             | Neuer Weg 9 (vor Nummer 6) ⊙                                                    | 20. Juni 2022 | |
| Paula Schipper | Hier wohnte Paula Schipper verh. Schönewald Jg. 1921 mit Hilfe Flucht 1939 Dänemark 1944 Schweden                                                                             | Neuer Weg 9 (vor Nummer 6) ⊙                                                    | 20. Juni 2022 | |
| Rosa Schipper | Hier wohnte Rosa Schipper geb. Münz Flucht 1939 Belgien interniert Mechelen deportiert 1942 ermordet in Auschwitz                                                             | Neuer Weg 9 (vor Nummer 6) ⊙                                                    | 20. Juni 2022 | |
| Helene Magnus | Hier wohnte Helene Magnus geb. Griesbach Jg. 1857 Flucht 1938 Südafrika überlebt                                                                                              | Pestalozzistraße 6 ⊙                                                            | 3. Mai 2013   | |
| Kurt Magnus.jpg | Hier wohnte Kurt Magnus Jg. 1894 ’Schutzhaft’ 1938 Buchenwald Flucht 1938 Uruguay überlebt                                                                                    | Pestalozzistraße 6 ⊙                                                            | 3. Mai 2013   | |
| Else Magnus | Hier wohnte Else Magnus geb. Sauer Jg. 1895 Flucht 1938 Uruguay überlebt | Pestalozzistraße 6 ⊙                                                            | 3. Mai 2013   | |
| Rolf Magnus | Hier wohnte Rolf Magnus Jg. 1921 ’Schutzhaft’ 1938 Buchenwald Flucht 1938 Uruguay überlebt                                                                                    | Pestalozzistraße 6 ⊙                                                            | 3. Mai 2013   | Für Rolf Magnus wurde auch vor der Hoffmann-von-Fallersleben-Schule am Sackring ein Stolperstein verlegt. |
| Karl-Jacob Herz | Hier wohnte Karl-Jacob Herz Jg. 1880 ’Schutzhaft’ 1938 Buchenwald deportiert 1945 Theresienstadt befreit/überlebt                                                             | Petristraße 6 ⊙                                                                 | 3. Mai 2013   | |
| Margarete Herz | Hier wohnte Margarete Herz Jg. 1888 mit Hilfe überlebt | Petristraße 6 ⊙                                                                 | 3. Mai 2013   | |
| Lieselotte Drung | Hier wohnte Lieselotte Drung geb. Herz Jg. 1910 versteckt/überlebt | Petristraße 6 ⊙                                                                 | 3. Mai 2013   | |
| Karl-Markus Herz | Hier wohnte Karl-Markus Herz Jg. 1914 ’Schutzhaft’ 1938 Sachsenhausen 1940 Neuengamme deportiert 1943 Auschwitz ermordet 27.4.1943                                            | Petristraße 6 ⊙                                                                 | 3. Mai 2013   | |
| Horst-Günther Herz | Hier wohnte Horst-Günther Herz Jg. 1920 interniert 1943 ’Arbeitserziehungslager’ Watenstedt-Hallendorf 1944 Dachau befreit/überlebt                                           | Petristraße 6 ⊙                                                                 | 3. Mai 2013   | |
| Bild gesucht Der Benutzer GeorgDerReisende ( Diskussion ) wünscht sich an dieser Stelle ein Bild vom Ort mit diesen Koordinaten 52.269775 10.508284 . Motiv: Petristraße 25: die Stolpersteine für die Familie Erlanger, die Lage und das Haus Falls du dabei helfen möchtest, erklärt die Anleitung , wie das geht. BW | Hier wohnte Philipp Jacob Erlanger Jg. 1870 gedemütigt/entrechtet tot 22. April 1934                                                                                          | Petristraße 25 ⊙                                                                | 29. Mai 2024  | |
| Bild gesucht Die Wikipedia wünscht sich an dieser Stelle ein Bild vom hier behandelten Ort. Weitere Infos zum Motiv findest du vielleicht auf der Diskussionsseite . Falls du dabei helfen möchtest, erklärt die Anleitung , wie das geht. BW                                                                           | Hier wohnte Lucie Erlanger geb. Bielschowsky Jg. 1886 Flucht 1937 USA | Petristraße 25 ⊙                                                                | 29. Mai 2024  | |
| Bild gesucht Die Wikipedia wünscht sich an dieser Stelle ein Bild vom hier behandelten Ort. Weitere Infos zum Motiv findest du vielleicht auf der Diskussionsseite . Falls du dabei helfen möchtest, erklärt die Anleitung , wie das geht. BW                                                                           | Hier wohnte Ralph Hermann Erlanger Jg. 1920 Flucht 1935 USA | Petristraße 25 ⊙                                                                | 29. Mai 2024  | |
| Paul Scheyer | Hier wohnte Paul Scheyer Jg. 1886 verhaftet 1938 Buchenwald Flucht 1939 USA überlebt                                                                                          | Petritorwall 30 ⊙                                                               | 24. Apr. 2012 | |
| Paula Scheyer | Hier wohnte Paula Scheyer geb. Eisenstein Jg. 1893 Flucht 1939 USA überlebt                                                                                                   | Petritorwall 30 ⊙                                                               | 24. Apr. 2012 | |
| Leopold Scheyer | Hier wohnte Leopold Scheyer Jg. 1918 verhaftet 1938 Buchenwald Flucht 1939 England überlebt                                                                                   | Petritorwall 30 ⊙                                                               | 24. Apr. 2012 | Für Leopold Scheyer wurde auch vor der Gaußschule am Löwenwall ein Stolperstein verlegt. |
| Gerhard Scheyer | Hier wohnte Gerhard Scheyer Jg. 1920 verhaftet 1938 Buchenwald Flucht 1939 England überlebt                                                                                   | Petritorwall 30 ⊙                                                               | 24. Apr. 2012 | Für Gerhard Scheyer wurde auch vor der Gaußschule am Löwenwall ein Stolperstein verlegt. |
| Carl Mosberg | Hier wohnte Carl Mosberg Jg. 1875 verhaftet 1938 Gefängnis Rennelberg deportiert 1944 Theresienstadt überlebt                                                                 | Rankestraße 9 ⊙                                                                 | 5. Juni 2009  | |
| Wilhelmine Mosberg | Hier wohnte Wilhelmine Mosberg geb. Duwe Jg. 1874 verhaftet 1938 Gefängnis Rennelberg überlebt                                                                                | Rankestraße 9 ⊙                                                                 | 5. Juni 2009  | |
| Elfriede Mosberg | Hier wohnte Elfriede Mosberg Jg. 1901 Flucht überlebt | Rankestraße 9 ⊙                                                                 | 5. Juni 2009  | |
| Gertrud Mosberg | Hier wohnte Gertrud Mosberg Jg. 1906 Flucht 1939 Griechenland überlebt | Rankestraße 9 ⊙                                                                 | 5. Juni 2009  | |
| Braunschweig Reichsstraße 15e Stolperstein Mendel Blinder | Hier wohnte Mendel Blinder Jg. 1884 entrechtet/gedemütigt versteckt tot 14.1.1937                                                                                             | Reichsstraße 15e ⊙                                                              | 22. März 2007 | |
| Braunschweig Reichsstraße 15e Stolperstein Sara Blinder | Hier wohnte Sara Blinder geb. Fingerhut Jg. 1887 ausgewiesen Polen 1939 ermordet im Ghetto Warschau                                                                           | Reichsstraße 15e ⊙                                                              | 22. März 2007 | |
| Braunschweig Reichsstraße 15e Stolperstein Schiffra Blinder | Hier wohnte Schiffra Blinder Jg. 1912 Flucht 1936 Palästina überlebt | Reichsstraße 15e ⊙                                                              | 22. März 2007 | |
| Braunschweig Reichsstraße 15e Stolperstein Zipora Blinder | Hier wohnte Zipora Blinder Jg. 1918 Flucht 1936 Palästina überlebt | Reichsstraße 15e ⊙                                                              | 22. März 2007 | |
| Braunschweig Reichsstraße 15e Stolperstein Sonia Jenny Blinder | Hier wohnte Sonia Jenny Blinder Jg. 1921 ausgewiesen Polen 1939 ermordet im Ghetto Warschau                                                                                   | Reichsstraße 15e ⊙                                                              | 22. März 2007 | |
| Braunschweig Reichsstraße 15e Stolperstein Schapsja Blinder | Hier wohnte Schapsja Blinder Jg. 1923 ausgewiesen Polen 1939 Kindertransport 1939 England überlebt                                                                            | Reichsstraße 15e ⊙                                                              | 22. März 2007 | |
| Braunschweig Reichsstraße 29 Stolperstein Paula Elperin | Hier wohnte Paula Elperin geb. Frenkel Jg. 1898 Flucht 1936 Frankreich deportiert ermordet 1942 in Auschwitz                                                                  | Reichsstraße 29 ⊙                                                               | 22. März 2007 | |
| Braunschweig Reichsstraße 31 Stolperstein Moritz Frenkel | Hier wohnte Moritz Frenkel Jg. 1904 Flucht 1937 Dänemark Palästina | Reichsstraße 31 ⊙                                                               | 22. März 2007 | |
| Stolperstein Walter Heise | Hier wohnte Walter Heise Jg. 1892 mehrmals verhaftet als „asozial“ stigmatisiert 1941 KZ Neuengamme KZ Dachau „verlegt“ 3.3.1942 Hartheim ermordet 3.3.1942                   | Ritterstr. 20 ⊙                                                                 | 10. Juni 2025 | Biografie. |
| James Salfeld | Hier wohnte James Salfeld Jg. 1870 gedemütigt/entrechtet tot 25.April 1934 | Roonstraße 12 ⊙                                                                 | 20. Juni 2022 | |
| Henny Klara Salfeld | Hier wohnte Henny Klara Salfeld geb. Neuberg Jg. 1882 gedemütigt/entrechtet 1943 enteignet Flucht in den Tod 3. März 1943                                                     | Roonstraße 12 ⊙                                                                 | 20. Juni 2022 | |
| Ernst Eisenberg | Hier wohnte Ernst Eisenberg Jg. 1893 verhaftet 1938 Buchenwald deportiert 1945 Theresienstadt überlebt                                                                        | Roonstraße 22 ⊙                                                                 | 5. Juni 2009  | |
| Auguste Eisenberg | Hier wohnte Auguste Eisenberg geb. Kasten Jg. 1896 überlebt | Roonstraße 22 ⊙                                                                 | 5. Juni 2009  | |
| Walther Löwendorf | Hier wohnte Walther Löwendorf Jg. 1893 Familienbetrieb Zwangsverkauf 1938 Flucht 1938 Palästina                                                                               | Rosental 9 ⊙                                                                    | 30. Juni 2020 | |
| Mathilde Löwendorf | Hier wohnte Mathilde Löwendorf geb. Neuberg Jg. 1896 Flucht 1939 Palästina | Rosental 9 ⊙                                                                    | 30. Juni 2020 | |
| Peter Löwendorf | Hier wohnte Peter Löwendorf Jg. 1921 mit Hilfe Flucht 1936 Palästina | Rosental 9 ⊙                                                                    | 30. Juni 2020 | |
| Gabriele Löwendorf | Hier wohnte Gabriele ’Gaby’ Löwendorf verh. Loewidt Jg. 1923 Jugend-Alijah 1939 Palästina                                                                                     | Rosental 9 ⊙                                                                    | 30. Juni 2020 | |
| Hedwig Aronheim | Hier wohnte Hedwig Aronheim Jg. 1878 vor Deportation Flucht in den Tod 1945                                                                                                   | Rosental 10 ⊙                                                                   | 3. Mai 2013   | |
| Braunschweig Sack 21–22 Stolperstein Minna Eichholz | Hier wohnte Minna Eichholz Jg. 1860 deportiert 1943 Theresienstadt ??? für tot erklärt 8.5.1945                                                                               | Sack 21–22 ⊙                                                                    | 3. Mai 2013   | |
| Braunschweig Sack 21–22 Stolperstein Julie Eichholz | Hier wohnte Julie Eichholz Jg. 1867 gedemütigt/entrechtet tot 1939 | Sack 21–22 ⊙                                                                    | 3. Mai 2013   | |
| Braunschweig Sack 21–22 Stolperstein Sophie Cohen | Hier wohnte Sophie Cohen geb. Eichholz Jg. 1872 Zwangsverkauf des Geschäfts deportiert 1943 Theresienstadt ??? für tot erklärt 8.5.1945                                       | Sack 21–22 ⊙                                                                    | 3. Mai 2013   | |
| Horst-Siegmar Aronsohn | Hier lernte Horst-Siegmar Aronsohn Jg. 1923 Kindertransport 1938 England 1940 USA überlebt                                                                                    | Sackring 15 (Schule) ⊙                                                          | 3. Mai 2013   | Für Horst-Siegmar Aronsohn wurde auch vor seinem ehemaligen Wohnhaus Wabestraße 31 ein Stolperstein verlegt. |
| Rolf Magnus | Hier lernte Rolf Magnus Jg. 1921 ’Schutzhaft’ 1938 Buchenwald Flucht 1938 Uruguay überlebt                                                                                    | Sackring 15 (Schule) ⊙                                                          | 3. Mai 2013   | Für Rolf Magnus wurde auch vor seinem ehemaligen Wohnhaus Pestalozzistraße 6 ein Stolperstein verlegt. |
| Kurt Ziprkowski | Hier lernte Kurt Ziprkowski Jg. 1921 Flucht 1938 Südafrika überlebt | Sackring 15 (Schule) ⊙                                                          | 3. Mai 2013   | Für Kurt Ziprkowski wurde auch vor seinem ehemaligen Wohnhaus Bernerstraße 4 ein Stolperstein verlegt. |
| Dr. Heinz Meyer | Hier wohnte Dr. Heinz Meyer Jg. 1899 verhaftet 1938 Gefängnis Wolfenbüttel Buchenwald Flucht 1938 USA überlebt                                                                | Schleinitzstraße 1 ⊙                                                            | 2. Juni 2010  | In der Hildebrandstraße 44 wurde an seiner ehemaligen Arztpraxis ebenfalls ein Stolperstein verlegt. |
| Margarethe W.Meyer | Hier wohnte Margarethe W.Meyer geb. Rössner Jg. 1898 Flucht 1939 USA überlebt                                                                                                 | Schleinitzstraße 1 ⊙                                                            | 2. Juni 2010  | |
| Margrit Meyer | Hier wohnte Margrit Meyer Jg. 1923 Flucht 1939 USA überlebt | Schleinitzstraße 1 ⊙                                                            | 2. Juni 2010  | |
| Jochen Meyer | Hier wohnte Jochen Meyer Jg. 1930 Flucht 1939 USA überlebt | Schleinitzstraße 1 ⊙                                                            | 2. Juni 2010  | |
| Abraham Ziegelstein | Hier wohnte Abraham Ziegelstein Jg. 1879 ’Schutzhaft’ 1938 Buchenwald ständige Verhöre durch Gestapo Flucht in den Tod 11.7.1940                                              | Schleinitzstraße 1 ⊙                                                            | 25. Juni 2018 | |
| Irene Ziegelstein | Hier wohnte Irene Ziegelstein verh. Flaton Jg. 1919 Flucht 1936 England 1940 USA                                                                                              | Schleinitzstraße 1 ⊙                                                            | 25. Juni 2018 | |
| Käthe Ziegelstein | Hier wohnte Käthe Ziegelstein geb. Katzenstein Jg. 1888 Zwangsumzug ’Judenhaus’ gedemütigt/entrechnet tot 2.2.1942                                                            | Schleinitzstraße 1 ⊙                                                            | 25. Juni 2018 | |
| | Hier wohnte Hermann Bachenheimer Jg. 1878 verhaftet 1938 Buchenwald deportiert 1942 Theresienstadt für tot erklärt 8.5.1945                                                   | Schuhstraße 21 ⊙                                                                | 24. Apr. 2012 | |
| | Hier wohnte Frieda Bachenheimer geb. Benjamin Jg. 1884 verhaftet 1938 Buchenwald deportiert 1942 Theresienstadt für tot erklärt 8.5.1945                                      | Schuhstraße 21 ⊙                                                                | 24. Apr. 2012 | |
| | Hier wohnte Siegfried Bachenheimer Jg. 1915 Flucht England überlebt | Schuhstraße 21 ⊙                                                                | 24. Apr. 2012 | |
| | Hier wohnte Ruth Bachenheimer Jg. 1917 Flucht 1937 England Südafrika überlebt                                                                                                 | Schuhstraße 21 ⊙                                                                | 24. Apr. 2012 | |
| Ernst Ludwig Bachenheimer | Hier wohnte Ernst Ludwig Bachenheimer Jg. 1918 verhaftet 1938 Buchenwald Flucht 1938 Südamerika überlebt                                                                      | Schuhstraße 21 ⊙                                                                | 24. Apr. 2012 | |
| Alfred Staats | Hier wohnte Alfred Staats Jg. 1912 KPD Mitglied verhaftet 1933 Landmann-Welle 'Schutzhaft' misshandelt erschossen 4.7.1933 Pappelhof-Rieseberg                                | Spinnerstraße 10 ⊙                                                              | 18. Juli 2012 | Opfer der Rieseberg-Morde |
| Braunschweig Steinstraße 2 Stolperstein Isidor Baron | Hier wohnte Isidor Baron Jg. 1859 tot 1941 | Steinstraße 2 ⊙                                                                 | 9. März 2006  | |
| Braunschweig Steinstraße 2 Stolperstein Friederike Baron | Hier wohnte Friederike Baron Jg. 1866 tot 1936 | Steinstraße 2 ⊙                                                                 | 9. März 2006  | |
| Braunschweig Steinstraße 2 Stolperstein Amalie Baron | Hier wohnte Amalie Baron Jg. 1882 deportiert ermordet im Ghetto Warschau | Steinstraße 2 ⊙                                                                 | 9. März 2006  | |
| Braunschweig Steinstraße 2 Stolperstein Luise Baron | Hier wohnte Luise Baron Jg. 1883 deportiert ermordet im Ghetto Warschau | Steinstraße 2 ⊙                                                                 | 9. März 2006  | |
| Braunschweig Steinstraße 2 Stolperstein Gertrud Baron | Hier wohnte Gertrud Baron Jg. 1897 Flucht 1939 USA überlebt | Steinstraße 2 ⊙                                                                 | 9. März 2006  | |
| Braunschweig Steinstraße 4 Stolperstein Simon Gottlieb | Hier wohnte und lehrte Simon Gottlieb Jg. 1874 verfolgt/gedemütigt tot 1932                                                                                                   | Steinstraße 4 (Jüdisches Gemeindehaus) ⊙                                        | 24. Nov. 2008 | |
| Braunschweig Steinstraße 4 Stolperstein Henriette Clara Gottlieb | Hier wohnte Henriette Clara Gottlieb geb. Silber Jg. 1884 verhaftet 1938 Untersuchungshaft deportiert Ghetto Warschau ermordet                                                | Steinstraße 4 (Jüdisches Gemeindehaus) ⊙                                        | 24. Nov. 2008 | |
| Braunschweig Steinstraße 4 Stolperstein Arnold Gottlieb | Hier wohnte Arnold Gottlieb Jg. 1907 verhaftet 10.11.1938 Buchenwald Flucht 1938 Schottland überlebt                                                                          | Steinstraße 4 (Jüdisches Gemeindehaus) ⊙                                        | 24. Nov. 2008 | |
| Braunschweig Steinstraße 4 Stolperstein Rudolf Gottlieb | Hier wohnte Rudolf Gottlieb Jg. 1912 verhaftet 1933 misshandelt Flucht 1938 Australien überlebt                                                                               | Steinstraße 4 (Jüdisches Gemeindehaus) ⊙                                        | 24. Nov. 2008 | |
| Braunschweig Steinstraße 4 Stolperstein Eugen Gärtner | Hier wohnte Dr. Eugen Gärtner Jg. 1885 Flucht 1938 USA überlebt | Steinstraße 4 (Jüdisches Gemeindehaus) ⊙                                        | 24. Nov. 2008 | |
| Braunschweig Steinstraße 4 Stolperstein Helene Gärtner | Hier wohnte Helene Gärtner geb. Rösberg Jg. 1886 Flucht 1938 USA überlebt | Steinstraße 4 (Jüdisches Gemeindehaus) ⊙                                        | 24. Nov. 2008 | |
| Braunschweig Steinstraße 4 Stolperstein Hans Gärtner | Hier wohnte Hans Gärtner Jg. 1921 Flucht 1936 USA überlebt | Steinstraße 4 (Jüdisches Gemeindehaus) ⊙                                        | 24. Nov. 2008 | |
| Braunschweig Steinstraße 4 Stolperstein Elisabeth Gärtner | Hier wohnte Elisabeth Gärtner Jg. 1926 Flucht 1938 USA überlebt | Steinstraße 4 (Jüdisches Gemeindehaus) ⊙                                        | 24. Nov. 2008 | |
| Braunschweig Steintorwall 7a Stolperstein Paul Sander | Hier wohnte Paul Sander Jg. 1879 ’Schutzhaft’ 1938 Gefängnis Wolfenbüttel 11.11.1938 Buchenwald misshandelt tot 15.11.1938                                                    | Steintorwall 7a ⊙                                                               | 22. Apr. 2014 | |
| Braunschweig Steintorwall 7a Stolperstein Rachelle Sander | Hier wohnte Rachelle Sander geb. Merdler Jg. 1889 ’Schutzhaft’ 1938 Gestapo Hauptquartier Flucht 1939 England                                                                 | Steintorwall 7a ⊙                                                               | 22. Apr. 2014 | |
| Braunschweig Steintorwall 7a Stolperstein Gustav Sander | Hier wohnte Gustav Sander Jg. 1924 ’Schutzhaft’ 1938 Gestapo Hauptquartier Flucht 1939 England                                                                                | Steintorwall 7a ⊙                                                               | 22. Apr. 2014 | |
| Braunschweig Steintorwall 7a Stolperstein Adolf Sander | Hier wohnte Adolf Sander Jg. 1928 ’Schutzhaft’ 1938 Gestapo Hauptquartier Flucht 1939 England                                                                                 | Steintorwall 7a ⊙                                                               | 22. Apr. 2014 | |
| Henry Sprung | Hier wohnte Henry Sprung Jg. 1870 ’Schutzhaft’ 1933 Haftanstalt Rennelberg deportiert 1943 Theresienstadt ermordet in Auschwitz                                               | Theaterwall 16 ⊙                                                                | 3. Mai 2013   | |
| Berta Sprung | Hier wohnte Berta Sprung geb. Buchholz Jg. 1876 deportiert 1943 Theresienstadt 1943 Auschwitz ermordet 7.7.1944                                                               | Theaterwall 16 ⊙                                                                | 3. Mai 2013   | |
| Liesbeth Schloss | Hier wohnte Liesbeth Schloss geb. Sprung Jg. 1897 verzogen 1921 Krefeld Flucht USA überlebt                                                                                   | Theaterwall 16 ⊙                                                                | 3. Mai 2013   | |
| Siegbert Sprung | Hier wohnte Siegbert Sprung Jg. 1903 Flucht 1935 Palästina überlebt | Theaterwall 16 ⊙                                                                | 3. Mai 2013   | |
| Walter Maaß | Hier wohnte Walter Maass Jg. 1912 im Widerstand verhaftet 1935 ’Vorbereitung zum Hochverrat’ Zuchthaus Bremen 1942 Strafbataillon 999 überlebt                                | Tuckermannstraße 6 ⊙                                                            | 28. Juni 2023 | |
| Karl-Ernst Grünewald | Hier wohnte Karl-Ernst Grünewald Jg. 1879 verhaftet 1938 KZ Buchenwald tot an Haftfolgen 1.12.1938                                                                            | Wabestraße 13 ⊙                                                                 | 22. März 2007 | |
| Ernst-Karl Grünewald | Hier wohnte Ernst-Karl Grünewald Jg. 1915 Flucht 1939 Haiti-USA überlebt | Wabestraße 13 ⊙                                                                 | 22. März 2007 | |
| Elisabeth Grünewald | Hier wohnte Elisabeth Grünewald geb. Windmüller Jg. 1881 Flucht 1939 Haiti-USA überlebt                                                                                       | Wabestraße 13 ⊙                                                                 | 22. März 2007 | |
| Heinrich Bleieisen | Hier wohnte Heinrich Bleieisen Jg. 1881 Flucht 1939 Shanghai überlebt | Wabestraße 13 ⊙                                                                 | 5. Juni 2009  | |
| Ruth Bleieisen | Hier wohnte Ruth Bleieisen Jg. 1921 Flucht 1939 Shanghai überlebt | Wabestraße 13 ⊙                                                                 | 5. Juni 2009  | |
| Frieda Bleieisen | Hier wohnte Frieda Bleieisen geb. Windmüller Jg. 1888 Flucht 1939 Shanghai überlebt                                                                                           | Wabestraße 13 ⊙                                                                 | 5. Juni 2009  | |
| Carl Aronsohn | Hier wohnte Carl Aronsohn Jg. 1884 verhaftet 1938 Gefängnis Rennelberg Flucht 1941 USA überlebt                                                                               | Wabestraße 31 ⊙                                                                 | 5. Juni 2009  | |
| Horst-Siegmar Aronsohn | Hier wohnte Horst-Siegmar Aronsohn Jg. 1923 Kindertransport 1938 England 1940 USA überlebt                                                                                    | Wabestraße 31 ⊙                                                                 | 5. Juni 2009  | Für Horst-Siegmar Aronsohn wurde auch vor der Hoffmann-von-Fallersleben-Schule am Sackring ein Stolperstein verlegt. |
| Emma Aronsohn | Hier wohnte Emma Aronsohn Jg. 1892 geb. Goldschmidt Flucht 1941 USA überlebt                                                                                                  | Wabestraße 31 ⊙                                                                 | 5. Juni 2009  | |
| Leo Tannchen | Hier wohnte Leo Tannchen Jg. 1882 Gestapohaft 1933 misshandelt KZ Buchenwald 1938 Flucht 1938 Argentinien                                                                     | Wachholtzstraße 1 ⊙                                                             | 5. Juni 2009  | |
| Gertrud Tannchen | Hier wohnte Gertrud Tannchen geb. Hinzelmann Jg. 1881 Flucht 1938 Argentinien                                                                                                 | Wachholtzstraße 1 ⊙                                                             | 5. Juni 2009  | |
| Heinz Tannchen | Hier wohnte Heinz Tannchen Jg. 1913 Flucht 1936 Palästina | Wachholtzstraße 1 ⊙                                                             | 5. Juni 2009  | |
| Rudolf Alfred Tannchen | Hier wohnte Rudolf Alfred Tannchen Jg. 1915 Flucht 1938 Argentinien | Wachholtzstraße 1 ⊙                                                             | 5. Juni 2009  | |
| Siegfried Franz Tannchen | Hier wohnte Siegfried Franz Tannchen Jg. 1917 Flucht 1936 Argentinien | Wachholtzstraße 1 ⊙                                                             | 5. Juni 2009  | |
| Herbert Hinzelmann | Hier wohnte Herbert Hinzelmann Jg. 1884 verhaftet 10.11.1938 Buchenwald Flucht 1939 Shanghai überlebt                                                                         | Wachholtzstraße 1 ⊙                                                             | 5. Juni 2009  | |
| Arnold Aron | Hier wohnte Arnold Aron Jg. 1888 verhaftet 11.11.1938 Buchenwald 1939 Gefängnis Rennelberg tot 17.12.1944                                                                     | Wachholtzstraße 15 ⊙                                                            | 5. Juni 2009  | |
| Braunschweig Wallstraße 26 Stolperstein Julius Wagner | Hier wohnte Julius Wagner Jg. 1888 deportiert 1943 Theresienstadt ermordet in Auschwitz                                                                                       | Wallstraße 26 ⊙                                                                 | 24. Apr. 2012 | |
| Braunschweig Wallstraße 26 Stolperstein Helene Wagner | Hier wohnte Helene Wagner geb. Fliederbaum Jg. 1889 deportiert 1943 Theresienstadt ermordet in Auschwitz                                                                      | Wallstraße 26 ⊙                                                                 | 24. Apr. 2012 | |
| Abraham Ball | Hier wohnte Abraham Ball Jg. 1880 ’Schutzhaft’ 1938 Buchenwald 1939 Flucht erzwungen England Palästina                                                                        | Wendenring 38 ⊙                                                                 | 29. Juni 2015 | |
| Gittel Ball | Hier wohnte Gittel Ball geb. Tepper Jg. 1880 gedemütigt/entrechtet tot 3.5.1939                                                                                               | Wendenring 38 ⊙                                                                 | 29. Juni 2015 | |
| Anna Ball | Hier wohnte Anna Ball Jg. 1906 Flucht 1933 Palästina | Wendenring 38 ⊙                                                                 | 29. Juni 2015 | |
| Charlotte Ball | Hier wohnte Charlotte Ball verh. Herz Jg. 1907 Flucht 1939 Palästina | Wendenring 38 ⊙                                                                 | 29. Juni 2015 | |
| Ignaz Ball | Hier wohnte Ignaz Ball Jg. 1910 Flucht 1933 Italien 1934 Palästina | Wendenring 38 ⊙                                                                 | 29. Juni 2015 | |
| David Ball | Hier wohnte David Ball Jg. 1912 Flucht 1937 Palästina | Wendenring 38 ⊙                                                                 | 29. Juni 2015 | |
| Benno Ball | Hier wohnte Benno Ball Jg. 1915 ’Schutzhaft’ 1938 Buchenwald Flucht 1939 England                                                                                              | Wendenring 38 ⊙                                                                 | 29. Juni 2015 | |
| Elfriede Ball | Hier wohnte Elfriede Ball verh. Sonnenschein Jg. 1918 Flucht 1939 England | Wendenring 38 ⊙                                                                 | 29. Juni 2015 | |
| Braunschweig Wendenstraße 2 Stolperstein Max Bogusch | Hier wohnte Max Bogusch Jg. 1877 ’Polenaktion’ 1938 Bentschen/Zbaszyn Bialystock ermordet in Treblinka                                                                        | Wendenstraße 2 ⊙                                                                | 22. Apr. 2014 | |
| Braunschweig Wendenstraße 2 Stolperstein Anna Chana Bogusch | Hier wohnte Anna Chana Bogusch geb. Tetenbaum Jg. 1880 ’Polenaktion’ 1938 Bentschen/Zbaszyn Bialystock ermordet in Treblinka                                                  | Wendenstraße 2 ⊙                                                                | 22. Apr. 2014 | |
| Braunschweig Wendenstraße 2 Stolperstein Sonja Szpektor | Hier wohnte Sonja Szpektor geb. Bogusch Jg. 1901 Flucht 1933 Frankreich versteckt gelebt befreit/überlebt                                                                     | Wendenstraße 2 ⊙                                                                | 22. Apr. 2014 | |
| Braunschweig Wendenstraße 2 Stolperstein Esther Pressburger | Hier wohnte Esther Pressburger geb. Bogusch Jg. 1908 Flucht 1933 Frankreich versteckt gelebt befreit/überlebt                                                                 | Wendenstraße 2 ⊙                                                                | 22. Apr. 2014 | |
| Braunschweig Wendenstraße 14–15 Stolperstein Wilhelm Laiter | Hier wohnte Wilhelm Laiter Jg. 1897 deportiert 1942 Richtung Osten ermordet 1942 in Auschwitz                                                                                 | Wendenstraße 14/15 ⊙                                                            | 22. März 2007 | |
| Braunschweig Wendenstraße 14–15 Stolperstein Rosa Laiter | Hier wohnte Rosa Laiter geb. Wirth Jg. 1899 deportiert 1942 Richtung Osten ermordet 1942 in Auschwitz                                                                         | Wendenstraße 14/15 ⊙                                                            | 22. März 2007 | |
| Braunschweig Wendenstraße 14–15 Stolperstein Adolf Laiter | Hier wohnte Adolf Laiter Jg. 1920 Flucht Schweden | Wendenstraße 14/15 ⊙                                                            | 22. März 2007 | |
| Braunschweig Wendenstraße 14–15 Stolperstein Rolf Laiter | Hier wohnte Rolf Laiter Jg. 1921 deportiert 1942 Richtung Osten ermordet 1942 in Auschwitz                                                                                    | Wendenstraße 14/15 ⊙                                                            | 22. März 2007 | |
| Braunschweig Wendenstraße 14–15 Stolperstein Silvia Laiter | Hier wohnte Silvia Laiter Jg. 1924 deportiert 1942 Richtung Osten ermordet 1942 in Auschwitz                                                                                  | Wendenstraße 14/15 ⊙                                                            | 22. März 2007 | |
| Braunschweig Wendenstraße 14–15 Stolperstein Siegfried Laiter | Hier wohnte Siegfried Laiter Jg. 1935 deportiert 1942 Richtung Osten ermordet 1942 in Auschwitz                                                                               | Wendenstraße 14/15 ⊙                                                            | 22. März 2007 | |
| Braunschweig Wendenstraße 14–15 Stolperstein Rita Laiter | Hier wohnte Rita Laiter Jg. 1935 deportiert 1942 Richtung Osten ermordet 1942 in Auschwitz                                                                                    | Wendenstraße 14/15 ⊙                                                            | 22. März 2007 | |
| Braunschweig Wendenstraße 14–15 Stolperstein Manfred Laiter | Hier wohnte Manfred Laiter Jg. 1937 deportiert 1942 Richtung Osten ermordet 1942 in Auschwitz                                                                                 | Wendenstraße 14/15 ⊙                                                            | 22. März 2007 | |
| Braunschweig Wendenstraße 14–15 Stolperstein Lea Laiter | Hier wohnte Lea Laiter Jg. 1939 deportiert 1942 Richtung Osten ermordet 1942 in Auschwitz                                                                                     | Wendenstraße 14/15 ⊙                                                            | 22. März 2007 | |
| Braunschweig Wendenstraße 14–15 Stolperstein Esther Laiter | Hier wohnte Esther Laiter Jg. 1941 deportiert 1942 Richtung Osten ermordet 1942 in Auschwitz                                                                                  | Wendenstraße 14/15 ⊙                                                            | 22. März 2007 | |
| Braunschweig Wendenstraße 14–15 Stolperstein Zemach Witkowski | Hier wohnte Zemach Witkowski Jg. 1881 abgeschoben 1935 Grajewo Polen Schicksal unbekannt                                                                                      | Wendenstraße 14/15 ⊙                                                            | 3. Mai 2013   | |
| Braunschweig Wendenstraße 14–15 Stolperstein Enoch Witkowski | Hier wohnte Enoch Witkowski Jg. 1884 verhaftet 1933 abgeschoben 1934 Grajewo Polen Schicksal unbekannt                                                                        | Wendenstraße 14/15 ⊙                                                            | 3. Mai 2013   | |
| Braunschweig Wendenstraße 14–15 Stolperstein Tuvjan Witkowski | Hier wohnte Tuvjan Witkowski Jg. 1911 Flucht 1934 Palästina überlebt | Wendenstraße 14/15 ⊙                                                            | 3. Mai 2013   | |
| Braunschweig Wendenstraße 14–15 Stolperstein Siegfried Witkowski | Hier wohnte Siegfried Witkowski Jg. 1914 Flucht 1936 Palästina überlebt | Wendenstraße 14/15 ⊙                                                            | 3. Mai 2013   | |
| Braunschweig Wendenstraße 14–15 Stolperstein Izak Witkowski | Hier wohnte Izak Witkowski Jg. 1915 Flucht 1935 USA überlebt | Wendenstraße 14/15 ⊙                                                            | 3. Mai 2013   | |
| Braunschweig Wendenstraße 14–15 Stolperstein Anna Witkowski | Hier wohnte Anna Witkowski geb. Schimmer Jg. 1885 deportiert Schicksal unbekannt                                                                                              | Wendenstraße 14/15 ⊙                                                            | 29. Juni 2015 | |
| Braunschweig Wendenstraße 14–15 Stolpersteine Hermann Witkowski | Hier wohnte Hermann Witkowski Jg. 1906 Flucht 1936 USA | Wendenstraße 14/15 ⊙                                                            | 29. Juni 2015 | |
| Braunschweig Wendenstraße 14–15 Stolperstein Max Witkowski | Hier wohnte Max Witkowski Jg. 1908 Schicksal unbekannt | Wendenstraße 14/15 ⊙                                                            | 29. Juni 2015 | |
| | Hier wohnte Irmgard Plättner geb. Kasten Jg. 1921 als asozial stigmatisiert seit 1942 mehrmals verhaftet 1944 Ravensbrück ermordet Feb. 1945                                  | Werder 23, jetzt Werder 5 ⊙                                                     | 29. Juni 2021 | |
| Hans Jacobi | Hier wohnte Hans Jacobi Jg. 1898 verhaftet KZ Dachau tot 11.2.1945 | Wilhelm-Bode-Straße 19 ⊙                                                        | 7. Dez. 2006  | |
| Benjamin Fischbein | Hier wohnte Benjamin Fischbein Jg. 1883 ’Polenaktion’ 1938 Bentschen/Zbaszyn 1939 Ghetto Warschau ermordet                                                                    | Wilhelmitorwall 11 ⊙                                                            | 6. Mai 2019   | |
| Cäcilie Fischbein | Hier wohnte Cäcilie Fischbein geb. Silberstein Jg. 1891 ’Polenaktion’ 1938 Bentschen/Zbaszyn 1939 Ghetto Warschau ermordet                                                    | Wilhelmitorwall 11 ⊙                                                            | 6. Mai 2019   | |
| Minna Fischbein | Hier wohnte Minna Fischbein Jg. 1914 ’Polenaktion’ 1938 Bentschen/Zbaszyn 1939 Ghetto Warschau ermordet                                                                       | Wilhelmitorwall 11 ⊙                                                            | 6. Mai 2019   | |
| Cäcilie Fischbein | Hier wohnte Cäcilie Fischbein Jg. 1916 ’Polenaktion’ 1938 Bentschen/Zbaszyn 1939 Ghetto Warschau mit Hilfe überlebt                                                           | Wilhelmitorwall 11 ⊙                                                            | 6. Mai 2019   | |
| Hermann Chaim Fischbein | Hier wohnte Hermann ’Chaim’ Fischbein Jg. 1917 ’Polenaktion’ 1938 Bentschen/Zbaszyn 1939 Ghetto Warschau Flucht Sowjetunion überlebt                                          | Wilhelmitorwall 11 ⊙                                                            | 6. Mai 2019   | |
| Bruno Rosenhain | Hier wohnte Bruno Rosenhain Jg. 1890 verhaftet 1933 Gefängnis Rennelberg Flucht 1933 USA überlebt                                                                             | Wilhelmitorwall 15 ⊙                                                            | 5. Juni 2009  | |
| Salla Rosenhain | Hier wohnte Salla Rosenhain geb. Silberzweig Jg. 1900 verhaftet 1933 Gefängnis Rennelberg Flucht 1933 USA überlebt                                                            | Wilhelmitorwall 15 ⊙                                                            | 5. Juni 2009  | |
| Adele Rosenhain | Hier wohnte Adele Rosenhain Jg. 1924 Flucht 1933 USA überlebt | Wilhelmitorwall 15 ⊙                                                            | 5. Juni 2009  | |
| Marion Rosenhain | Hier wohnte Marion Rosenhain Jg. 1926 Flucht 1933 USA überlebt | Wilhelmitorwall 15 ⊙                                                            | 5. Juni 2009  | |
| Felix Rosenhain | Hier wohnte Felix Rosenhain Jg. 1928 Flucht 1933 USA überlebt | Wilhelmitorwall 15 ⊙                                                            | 5. Juni 2009  | |
| Robert Abelsky | Hier wohnte Robert Abelsky Jg. 1898 Flucht USA überlebt | Wilhelmitorwall 27 ⊙                                                            | 24. Apr. 2012 | |
| Regina Abelsky | Hier wohnte Regina Abelsky geb. Rauchmann Jg. 1898 abgeschoben 1938 Neu-Bentschen deportiert Richtung Osten Schicksal unbekannt                                               | Wilhelmitorwall 27 ⊙                                                            | 24. Apr. 2012 | |
| Bild gesucht Der Benutzer GeorgDerReisende ( Diskussion ) wünscht sich an dieser Stelle ein Bild vom Ort mit diesen Koordinaten 52.261169 10.512113 . Motiv: Wilhelmitorwall 34: die Stolpersteine für die Familie Hamm, die Lage und das Haus Falls du dabei helfen möchtest, erklärt die Anleitung , wie das geht. BW | Hier wohnte Dr. Otto Hamm Jg. 1866 Berufsverbot 1933 'Schutzhaft' 1933 Gefängnis Rennelberg Flucht 1934 USA tot 24. April 1936                                                | Wilhelmitorwall 34 ⊙                                                            | 29. Mai 2024  | |
| Bild gesucht Die Wikipedia wünscht sich an dieser Stelle ein Bild vom hier behandelten Ort. Weitere Infos zum Motiv findest du vielleicht auf der Diskussionsseite . Falls du dabei helfen möchtest, erklärt die Anleitung , wie das geht. BW                                                                           | Hier wohnte Bertha Hamm geb. Ballin Jg. 1874 gedemütigt/entrechtet tot 11. Okt. 1933                                                                                          | Wilhelmitorwall 34 ⊙                                                            | 29. Mai 2024  | |
| Bild gesucht Die Wikipedia wünscht sich an dieser Stelle ein Bild vom hier behandelten Ort. Weitere Infos zum Motiv findest du vielleicht auf der Diskussionsseite . Falls du dabei helfen möchtest, erklärt die Anleitung , wie das geht. BW                                                                           | Hier wohnte Hans Wolfgang Hamm Jg. 1901 Flucht 1933 USA | Wilhelmitorwall 34 ⊙                                                            | 29. Mai 2024  | |
| Bild gesucht Die Wikipedia wünscht sich an dieser Stelle ein Bild vom hier behandelten Ort. Weitere Infos zum Motiv findest du vielleicht auf der Diskussionsseite . Falls du dabei helfen möchtest, erklärt die Anleitung , wie das geht. BW                                                                           | Hier wohnte Elisabeth Hamm verh. Scheelhaase Jg. 1902 unfreiwillig verzogen 1938 Berlin Transport/überlebt                                                                    | Wilhelmitorwall 34 ⊙                                                            | 29. Mai 2024  | |
| Bild gesucht Die Wikipedia wünscht sich an dieser Stelle ein Bild vom hier behandelten Ort. Weitere Infos zum Motiv findest du vielleicht auf der Diskussionsseite . Falls du dabei helfen möchtest, erklärt die Anleitung , wie das geht. BW                                                                           | Hier wohnte Dorothea Hamm verh. Burger Jg. 1910 Flucht 1935 USA | Wilhelmitorwall 34 ⊙                                                            | 29. Mai 2024  | |
| | Hier wohnte Max Mordechai Lipmann Jg. 1873 ’Schutzhaft’ 1938 Buchenwald enteignet 1939 Geschäft/Haus Flucht 1993 Südafrika                                                    | Wilhelmitorwall 35 ⊙                                                            | 6. Mai 2019   | |
| | Hier wohnte Helene Lipmann geb. Jacobsohn Jg. 1881 enteignet 1939 Geschäft/Haus Flucht 1993 Südafrika                                                                         | Wilhelmitorwall 35 ⊙                                                            | 6. Mai 2019   | |
| | Hier wohnte Marion Lipmann verh. Masur Jg. 1913 Flucht 1993 Brasilien | Wilhelmitorwall 35 ⊙                                                            | 6. Mai 2019   | |
| | Hier wohnte Rosemarie Lipmann verh. Friedmann Jg. 1914 Flucht 1993 Südafrika                                                                                                  | Wilhelmitorwall 35 ⊙                                                            | 6. Mai 2019   | |
| | Hier wohnte Hans-Ludolf Lipmann Jg. 1916 Flucht 1993 Südafrika | Wilhelmitorwall 35 ⊙                                                            | 6. Mai 2019   | |
| Braunschweig Wolfenbütteler Straße 13 Stolperstein Adele Heymann | Hier wohnte Adele Heymann geb. Jonas Jg. 1853 deportiert 1943 Theresienstadt tot 31.3.1943                                                                                    | Wolfenbütteler Straße 13 ⊙                                                      | 3. Mai 2013   | |
| Braunschweig Wolfenbütteler Straße 13 Stolperstein Bertha Heymann | Hier wohnte Bertha Heymann Jg. 1884 deportiert 1942 Ghetto Warschau ??? für tot erklärt 1945                                                                                  | Wolfenbütteler Straße 13 ⊙                                                      | 3. Mai 2013   | |
| Braunschweig Wolfenbütteler Straße 13 Stolperstein Emilie Heymann | Hier wohnte Emilie Heymann Jg. 1880 verhaftet Haftanstalt Rennelberg Flucht in den Tod 22.2.1940                                                                              | Wolfenbütteler Straße 13 ⊙                                                      | 3. Mai 2013   | |
| Braunschweig Wolfenbütteler Straße 13 Stolperstein Helene Zacharias | Hier wohnte Helene Zacharias geb. Heymann Jg. 1888 tot bei Bombenangriff 1944                                                                                                 | Wolfenbütteler Straße 13 ⊙                                                      | 3. Mai 2013   | |
| Braunschweig Wolfenbütteler Straße 81 Stolperstein Adalbert Bremer | Hier wohnte Adalbert Bremer Jg. 1902 1933 entlassen unfreiwillig verzogen Braunschweig verhaftet 15.11.1944 Blankenburg 1945 Lager Derenburg entlassen 15.4.1945              | Wolfenbütteler Straße 81 ⊙                                                      | 20. Juni 2022 | |
| Braunschweig Wolfenbütteler Straße 81 Stolperstein Edith Hildegard Bremer | Hier wohnte Edith Hildegard Bremer geb. Salfeld Jg. 1907 unfreiwillig verzogen Braunschweig 1945 Flucht vor Deportation versteckt überlebt                                    | Wolfenbütteler Straße 81 ⊙                                                      | 20. Juni 2022 | |
| Braunschweig Wolfenbütteler Straße 81 Stolperstein Gerhard Bremer | Hier wohnte Gerhard Bremer Jg. 1934 in der Schule ausgegrenzt/drangsaliert Flucht 1945 versteckt überlebt                                                                     | Wolfenbütteler Straße 81 ⊙                                                      | 20. Juni 2022 | |
| Braunschweig Wolfenbütteler Straße 81 Stolperstein Joachim Bremer | Hier wohnte Joachim Bremer Jg. 1930 unfreiwillig verzogen in der Schule ausgegrenzt/drangsaliert Flucht 1945 versteckt überlebt                                               | Wolfenbütteler Straße 81 ⊙                                                      | 20. Juni 2022 | |
| Braunschweig Wolfenbütteler Straße 81 Stolperstein Viktoria Bremer | Hier wohnte Viktoria Bremer Jg. 1945 Flucht 1945 versteckt überlebt | Wolfenbütteler Straße 81 ⊙                                                      | 20. Juni 2022 | |
| | Hier wohnte Felix Kopfstein Jg. 1886 ’Schutzhaft’ 1933 Haftanstalt Rennelberg Flucht 1940 Palästina Schiffsuntergang tot 25.11.1940                                           | Zeppelinstraße 2 ⊙                                                              | 3. Mai 2013   | |
| | Hier wohnte Gertrud Kopfstein geb. Eckert Jg. 1895 unfreiwillig verzogen Berlin überlebt                                                                                      | Zeppelinstraße 2 ⊙                                                              | 3. Mai 2013   | |
| | Hier wohnte Benjamin Kopfstein Jg. 1923 Flucht 1939 Palästina überlebt | Zeppelinstraße 2 ⊙                                                              | 3. Mai 2013   | Benjamin Kedar, Professor für Biblische Philologie |
| | Hier wohnte Hanna Kopfstein Jg. 1922 Flucht 1939 Palästina überlebt | Zeppelinstraße 2 ⊙                                                              | 3. Mai 2013   | |
| | Hier wohnte Felicitas Kopfstein Jg. 1918 unfreiwillig verzogen Berlin versteckt in einem Kloster bei Berlin tot 1945                                                          | Zeppelinstraße 2 ⊙                                                              | 3. Mai 2013   | |

Siegfriedviertel
| Stolperstein                                                        | Inschrift | Verlegeort            | Name, Leben |
| ------------------------------------------------------------------- | --- | --------------------- | --- |
|                                                                     | HIER PRAKTIZIERTE DR. HEINZ MEYER JG. 1899 VERHAFTET 1938 GEFÄNGNIS WOLFENBÜTTEL BUCHENWALD FLUCHT 1938 USA ÜBERLEBT                               | Hildebrandstraße 44 ⊙ | Dr. Heinz Meyer (1899–) An der Wohnadresse in der Schleinitzstraße 1 wurden ebenfalls Stolpersteine für Familie Meyer verlegt. |
| Braunschweig Hildebrandstraße 47 Stolperstein Heinrich Rodenstein   | HIER WOHNTE HEINRICH RODENSTEIN JG. 1902 IM WIDERSTAND AUSGEGRENZT / DRANGSALIERT FLUCHT HOLAND 1935 FRANKREICH INTERNIERT 1939 ZURÜCKGEKEHRT 1945 | Hildebrandstraße 47 ⊙ | Heinrich Rodenstein (1902–1980) war ein deutscher Pädagoge und Hochschullehrer. Als namhafter Kommunist musste er 1933 Deutschland verlassen. Er flüchtete mit seiner Frau nach Holland und 1935 nach Frankreich. Die Eheleute konnten das NS-Regime überleben und kehrten nach dessen Untergang in ihre Heimatstadt zurück. Heinrich Rodenstein war ab 1977 Ehrenbürger von Braunschweig. Er war mit der gleichaltrigen Marta Alma geb. Warnecke verheiratet. Das Paar bekam eine Tochter, geboren 1939 in Paris. |
| Braunschweig Hildebrandstraße 47 Stolperstein Marta Alma Rodenstein | HIER WOHNTE MARTA ALMA RODENSTEIN GEB. WARNECKE JG. 1902 IM WIDERSTAND FLUCHT HOLAND 1935 FRANKREICH INTERNIERT 1939 ZURÜCKGEKEHRT 1945            | Hildebrandstraße 47 ⊙ | Marta Alma Rodenstein geb. Warnecke (1902–) |
| Julius Bley                                                         | HIER WOHNTE JULIUS BLEY JG. 1890 KPD-MITGLIED VERHAFTET JULI 1933 LANDMANN-WELLE 'SCHUTZHAFT' MISSHANDELT ERSCHOSSEN 4.7.1933 PAPPELHOF-RIESEBERG  | Siegfriedstraße 37 ⊙  | Julius Bley (1890–1933) war ein Opfer der Rieseberg-Morde |

Die Stolpersteine im Siegfriedviertel wurden an folgenden Tagen verlegt:
- 2. Juni 2010: Hildebrandstraße 44
- 18. Juli 2012: Siegfriedstraße 37
- 28. Juni 2023: Hildebrandstraße 47

## Stolperschwelle
In Braunschweig wurde bisher eine Stolperschwelle verlegt:
| Foto            | Inschrift | Adresse         | Verlegedatum  | Informationen |
| --------------- | --- | --------------- | ------------- | --- |
| Stolperschwelle | In Erinnerung an die Opfer des Nationalsozialismus an unserer Hochschule diskriminiert, entlassen, vertrieben, verfolgt, ermordet | Pockelsstraße 4 | 22. Juli 2014 | Die Stolperschwelle liegt vor der Treppe zum Altgebäude der Technischen Universität Braunschweig und soll an die mehr als 50 Opfer des Nationalsozialismus erinnern, die während der Zeit zwischen 1930 und 1945 an der Technischen Hochschule gelehrt oder studiert haben. Im Oktober 2018 wurde die Stolperschwelle mehrfach mit Farbe beschmiert. |

## Verlegungen
1. 9. März 2006: elf Stolpersteine an drei Adressen
2. 7. Dezember 2006: 21 Stolpersteine an fünf Adressen
3. 22. März 2007: 44 Stolpersteine an 13 Adressen[13]
4. 24. Mai 2008: elf Stolpersteine an fünf Adressen
5. 24. November 2008: zwölf Stolpersteine an drei Adressen
6. 5. Juni 2009 und 6. Juni 2009: 37 Stolpersteine an 14 Adressen
7. 2. Juni 2010: fünf Stolpersteine an zwei Adressen
8. 18. August 2010: zwölf Stolpersteine an vier Adressen
9. 6. Mai 2011: neun Stolpersteine an sechs Adressen
10. 24. April 2012: 28 Stolpersteine an neun Adressen
11. 18. Juli 2012: zwölf Stolpersteine an zehn Adressen
12. 3. Mai 2013: 45 Stolpersteine an zwölf Adressen
13. 22. April 2014: zehn Stolpersteine an drei Adressen
14. 22. Juli 2014: drei Stolpersteine und eine Stolperschwelle an drei Adressen
15. 29. Juni 2015: 21 Stolpersteine an sechs Adressen
16. 20. April 2016: 17 Stolpersteine an vier Adressen
17. 18. November 2016: zehn Stolpersteine an drei Adressen
18. 16. Mai 2017: 13 Stolpersteine an drei Adressen
19. 25. Juni 2018: acht Stolpersteine an zwei Adressen
20. 6. Mai 2019: 27 Stolpersteine an sechs Adressen
21. 24. Juni 2019: vier Stolpersteine an einer Adresse
22. 30. Juni 2020: acht Stolpersteine an zwei Adressen
23. 29. Juni 2021: acht Stolpersteine an vier Adressen
24. 20. Juni 2022: dreizehn Stolpersteine an vier Adressen
25. 28. Juni 2023: neun Stolpersteine an vier Adressen
26. 29. Mai 2024: zwölf Stolpersteine an drei Adressen
27. 31. Mai 2025: sieben Stolpersteine an vier Adressen
28. 10. Juni 2025: drei Stolpersteine an zwei Adressen